# Incidente del 26 febbraio
L'incidente del 26 febbraio (二月二十六日の事故?, Nigatsu nijuurokuni no jiko, conosciuto anche come incidente 2-26) fu un tentativo di colpo di Stato militare effettuato il 26 febbraio 1936 nell'Impero giapponese. La ribellione (下克上 ?, gekokujō, "insubordinazione") fu organizzata da un gruppo di giovani ufficiali inferiori dell'Esercito imperiale giapponese con l'obiettivo di rimuovere dal governo e dalla dirigenza militare i capi delle fazioni rivali e gli oppositori ideologici alle loro istanze di rinnovamento politico-sociale e imperialismo aggressivo.
I ribelli, costituiti da reparti della famosa Prima Divisione "Gemma", riuscirono a uccidere una serie di personalità politico-militari di massimo rilievo, tra cui due ex-primi ministri del Giappone, e occuparono l'area governativa al centro di Tokyo, ma non riuscirono ad assassinare il Primo ministro in carica Okada Keisuke né a prendere il controllo del Palazzo imperiale. I loro sostenitori all'interno dell'Esercito imperiale cercarono di sfruttare per i propri scopi la ribellione dei giovani ufficiali, ma le divisioni presenti tra le varie fazioni militari e l'ostilità dell'imperatore Hirohito impedirono ai ribelli di ottenere un cambiamento di governo. Di fronte alla preponderante superiorità delle truppe fedeli al regime, i ribelli si arresero dopo trattative il 29 febbraio 1936 senza ulteriori spargimenti di sangue.
A differenza dai precedenti casi di violenza politica da parte di giovani ufficiali, il tentativo di colpo di Stato, passato alla storia eufemisticamente come "incidente del 26 febbraio", ebbe importanti conseguenze. Dopo una serie di processi a porte chiuse, 19 dei principali capi della rivolta furono condannati a morte per ammutinamento e fucilati, mentre altri 40 furono imprigionati. La fazione radicale Kōdōha perse la sua influenza all'interno dell'Esercito imperiale, il periodo degli assassini politici giunse al termine, mentre i militari accrebbero il loro controllo sul governo civile.

## La crisi del Giappone

### Fazioni rivali nell'Esercito imperiale

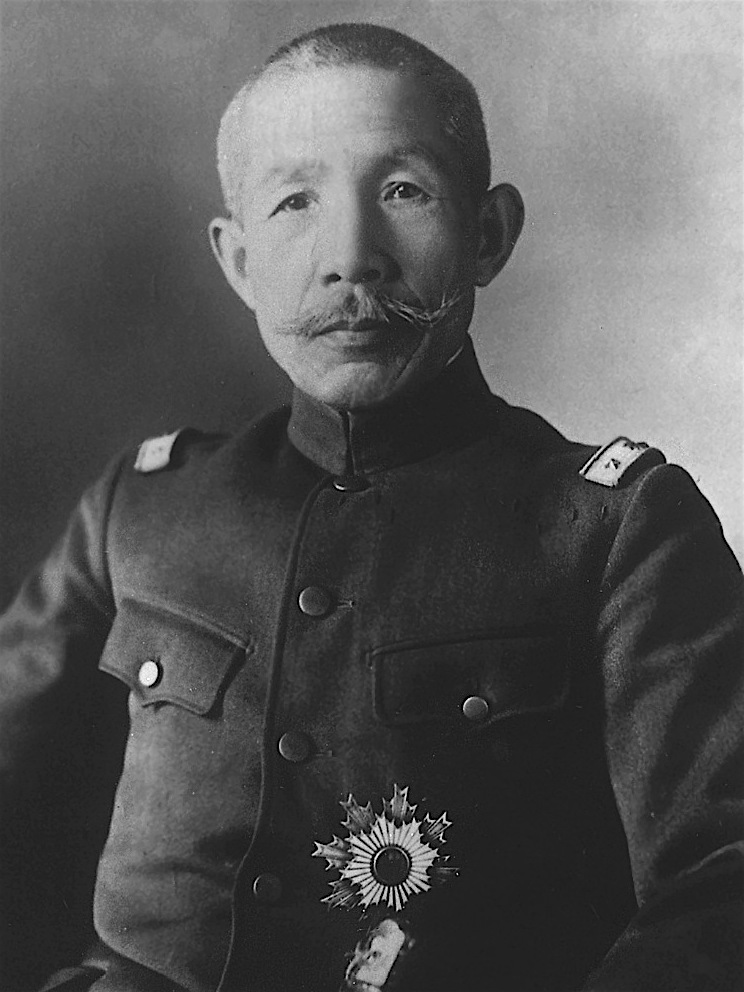
Il generale Sadao Araki, principale dirigente della Kōdōha

L'Esercito imperiale giapponese aveva una lunga storia di divisioni in fazioni rivali all'interno del gruppo dei suoi principali alti ufficiali; questi dissensi interni discendevano in origine dai contrasti di tipo feudale già presenti nell'era Meiji. All'inizio degli anni trenta gli ufficiali del comando supremo erano divisi in due gruppi rivali principali: la Kōdōha o "Fazione della via imperiale", guidata dal generale Sadao Araki e Jinzaburō Mazaki, e la Tōseiha, la fazione del "Controllo" rappresentata soprattutto dal generale Tetsuzan Nagata.
La Kōdōha enfatizzava l'importanza della cultura giapponese, la superiorità della purezza spirituale sul predominante materialismo della vita moderna; essa inoltre affermava l'esigenza imperiale di attaccare l'Unione Sovietica (politica del Hokushin-ron). Al contrario invece gli ufficiali della Tōseiha, che erano fortemente influenzati dalle idee dello stato maggiore generale tedesco, sostenevano l'importanza di una pianificazione economica e militare centralizzata ("teoria della Guerra totale"), della modernizzazione tecnologica, della meccanizzazione dell'esercito; questi militari soprattutto richiedevano una espansione imperiale in Cina (politica del Nanshin-ron). La Kōdōha aveva dominato all'interno dell'Esercito imperiale durante il periodo in cui il generale Araki era stato Ministro della Guerra (1931-1934), e suoi componenti avevano occupato le più importanti posizioni all'interno dello stato maggiore, ma dopo le dimissioni del generale Araki, molti dei suoi sostenitori furono sostituiti da ufficiali seguaci della fazione Tōsei-ha.

### I "giovani ufficiali"
Gli ufficiali dell'Esercito imperiale si dividevano tra quelli la cui educazione militare era terminata dopo l'Accademia dell'esercito che costituiva in pratica una scuola secondaria, e quelli che avevano proseguito gli studi frequentando la prestigiosa Scuola di guerra dell'esercito. Quest'ultimo gruppo costituiva l'élite del corpo ufficiali, mentre i militari del primo gruppo in pratica si trovavano per tradizione la strada sbarrata per una carriera all'interno dello stato maggiore. Una parte di questi ufficiali meno privilegiati entrò a far parte del gruppo giovanile, altamente politicizzato, conosciuto generalmente come i "giovani ufficiali" (青年将校?, seinen shōkō).

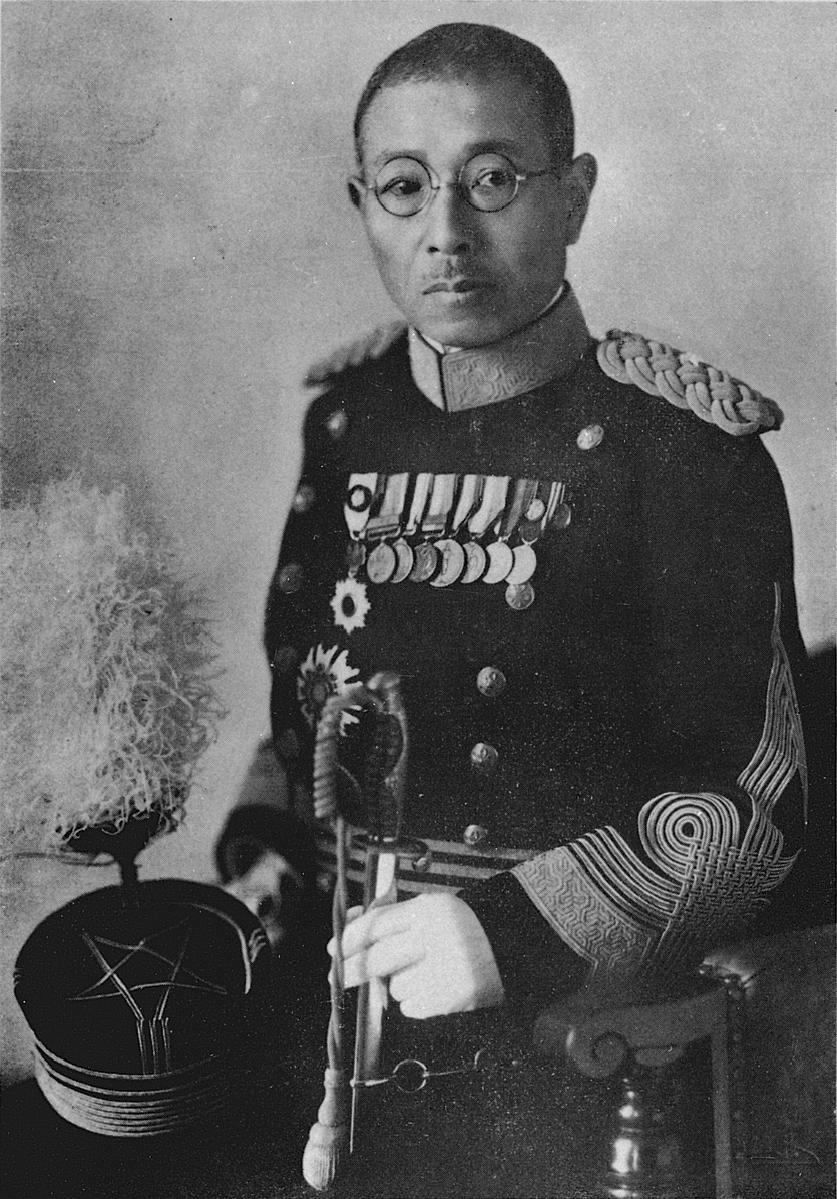
Il generale Tetsuzan Nagata, capo della Tōseiha, venne assassinato dal tenente colonnello Saburō Aizawa il 12 agosto 1935

I giovani ufficiali credevano che i problemi della nazione fossero il risultato dell'abbandono da parte del Giappone dalla via del kokutai (国体? un termine generico di solito tradotto come "politica nazionale", nel senso di armonica connessione tra l'Imperatore e lo Stato). Le "classi privilegiate", secondo questa concezione, sfruttavano il popolo, accrescevano la povertà delle aree rurali, e ingannavano l'Imperatore, usurpando i suoi poteri e indebolendo il Giappone. La soluzione, credevano questi ufficiali, avrebbe dovuto essere una "restaurazione Shōwa" sul modello della restaurazione Meiji di 70 anni prima. Con l'insurrezione e la conseguente distruzione dei "consiglieri del diavolo che circondano il Trono", gli ufficiali credevano possibile restaurare l'autorità dell'Imperatore; egli quindi avrebbe potuto sradicare le ideologie occidentali e le politiche che sfruttavano il popolo, restaurando la prosperità della nazione. Queste idee erano fortemente influenzate dalle ideologie nazionaliste contemporanee, in particolare la filosofia politica dell'ex-socialista Kita Ikki.

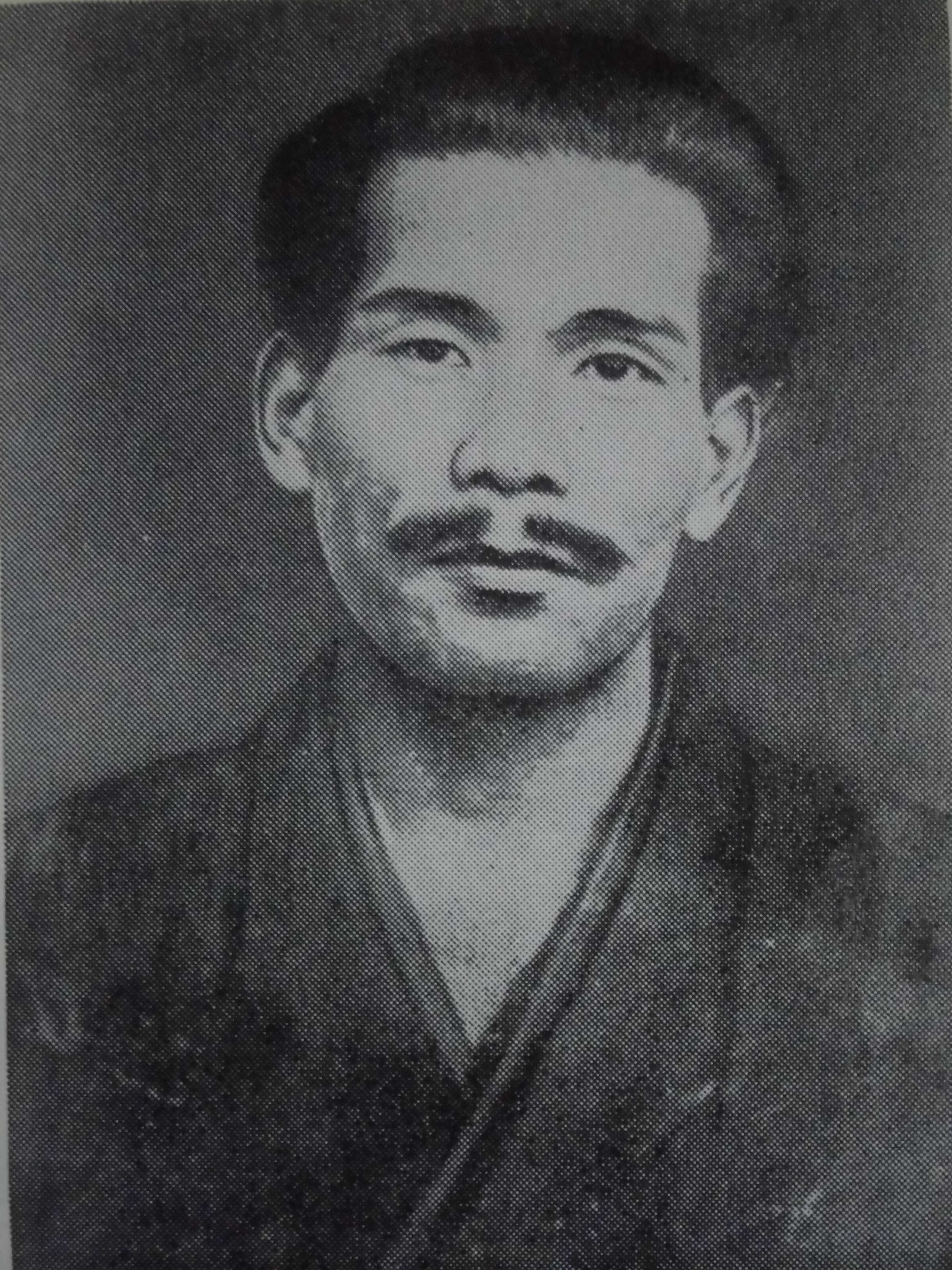
Mitsugi Nishida, ex-ufficiale dell'Esercito imperiale, era uno dei capi più influenti della Kōdō-ha e della Kokutai Genri-ha

Le dimensioni del gruppo di giovani ufficiali variarono nel tempo ma si ritiene che circa 100 militari fossero i membri regolari, principalmente ufficiali della regione di Tokyo. Il capo non ufficiale era Mitsugi Nishida che dopo essere stato un tenente dell'esercito e un seguace di Kita, era divenuto un membro influente delle società nazionaliste civili che proliferarono alla fine degli anni venti; egli identificava il gruppo dell'esercito come la fazione del Kokutai Genri-ha (国体原理派? "Principio nazionale"). Questa fazione fu coinvolta almeno in parte nella maggior parte degli episodi di violenza politica del periodo; peraltro dopo l'incidente del marzo 1931 e l'incidente dell'ottobre 1931, i membri del gruppo appartenenti all'esercito e alla marina si divisero e in gran parte interruppero il loro collegamento con i nazionalisti civili.
Nonostante le sue relativamente piccole dimensioni numeriche, la fazione era influente e rappresentava una reale minaccia per il potere costituito in particolare perché aveva simpatizzanti nello stato maggiore generale e anche nella famiglia imperiale, tra cui il principe Chichibu, il fratello dell'Imperatore e fino al 1933 il suo erede, che era amico di Nishida e di altri capi del Kokutai Genri-ha. A dispetto della sua ideologia fortemente anti-capitalistica, la fazione era anche riuscita ad assicurarsi finanziamenti irregolari da dirigenti di alcune zaibatsu che speravano in questo modo di ottenere protezione.
L'esatta natura dei rapporti tra la Kōdō-ha e la Kokutai Genri-ha non è chiara; nelle fonti spesso le due fazioni sono considerate in pratica come la stessa cosa, mentre i resoconti contemporanei e gli scritti dei membri dei due gruppi sembrano chiarire che in realtà si trattava di due fazioni distinte con rapporti di alleanza reciprocamente vantaggiosa. In pratica la Kōdō-ha proteggeva i componenti della Kokutai Genri-ha che a loro volta controllavano e frenavano gli ufficiali più radicali.

### Violenza politica

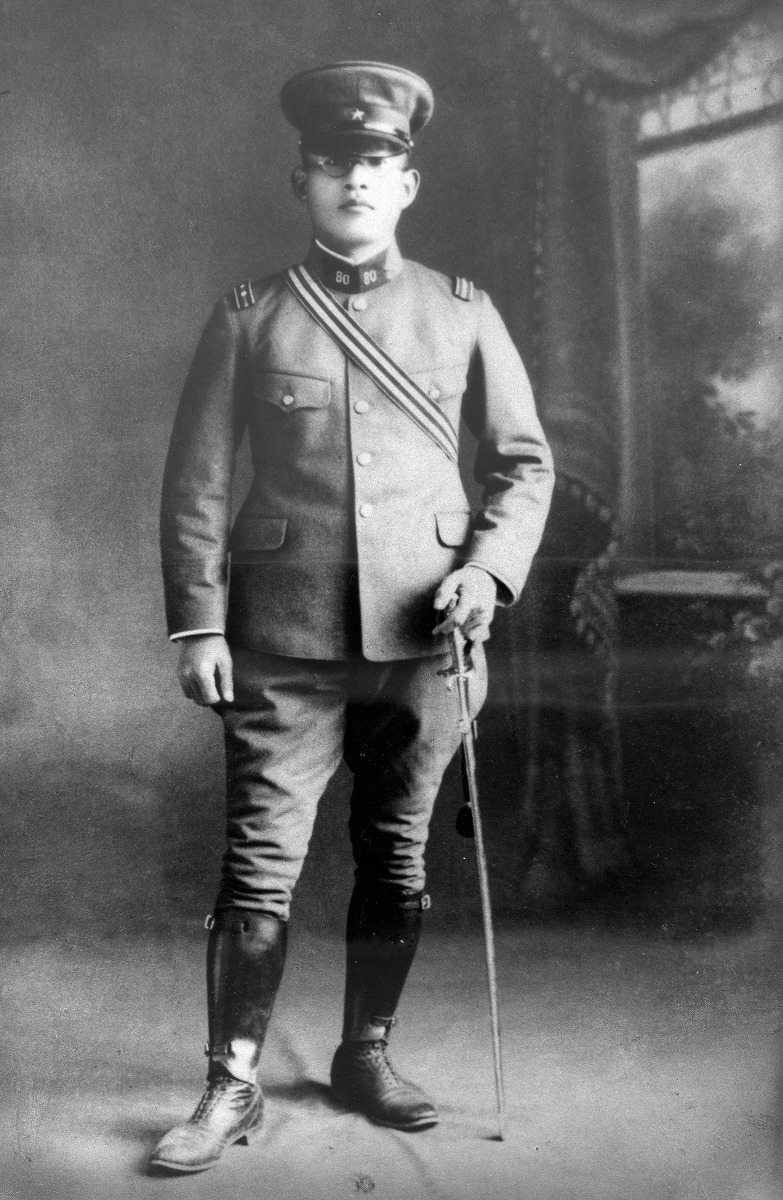
Il capitano Asaichi Isobe, membro del Kokutai Genri-ha

Gli anni che precedettero l'Incidente del 26 febbraio furono segnati da una serie di esplosioni di violenza da parte dei giovani ufficiali e dai loro alleati nazionalisti contro gli avversari politici. Il più importante di questi episodi fu il cosiddetto incidente del 15 maggio del 1932, in cui giovani ufficiali della Marina imperiale giapponese assassinarono il Primo ministro Inukai Tsuyoshi. Questo incidente è significativo anche perché convinse i giovani ufficiali dell'Esercito imperiale, che erano a conoscenza dell'attentato ma non erano coinvolti direttamente, della necessità di utilizzare le truppe in ogni possibile tentativo di colpo di Stato. I responsabili dell'assassinio, come nei casi precedenti del marzo e ottobre 1931, ricevettero solo provvedimenti punitivi relativamente leggeri.

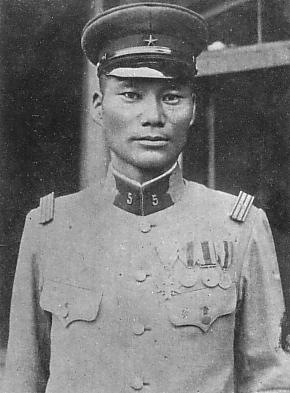
Il tenente colonnello Saburō Aizawa, l'assassino del generale Tetsuzan Nagata

L'evento che fece da preludio al colpo di Stato tuttavia fu nel 1934 il cosiddetto incidente dell'Accademia militare ("incidente di novembre") e le sue dirette conseguenze. In questo incidente il capitano Takaji Muranaka e il capitano Asaichi Isobe, membri importanti del Kokutai Genri-ha, furono arrestati con l'accusa di aver preparato un colpo di Stato insieme ad un gruppo di cadetti militari. Muranaka e Isobe ammisero di aver discusso la possibilità di un colpo di Stato, ma negarono di aver preparato un piano per attuare effettivamente una ribellione. La corte militare incaricata di investigare sull'incidente concluse che non erano state riscontrate sufficienti evidenze di un tentativo di colpo di Stato, ma i capitani Muranaka e Isobe furono ugualmente sospesi dal servizio nell'Esercito imperiale. I due ufficiali si convinsero che l'incidente era stato orchestrato dalla fazione Tōsei-ha per attaccare i giovani ufficiali; cominciarono a circolare libelli polemici che richiedevano una "radicale pulizia" dell'Esercito e indicavano il generale Nagata, capo dell'ufficio Affari militari, come il "furfante capo". Isobe e Muranaka alla fine furono espulsi dall'Esercito imperiale.
Fu a questo punto che anche l'ultimo alto ufficiale della fazione Kōdō-ha con una posizione di rilievo, il generale Mazaki, venne costretto a lasciare il suo incarico di Ispettore generale dell'Educazione militare. I giovani ufficiali furono estremamente irritati per la sua rimozione perché, dopo essere stati delusi dal generale Araki per non essere riuscito a superare le resistenze all'interno del governo durante il suo periodo come Ministro della Guerra, essi avevano riposto tutte le loro speranze di riforma proprio sul generale Mazaki. Muranaka e Isobe divulgarono un nuovo libelli polemico che attaccava il generale Nagata, e lo stesso fece Nishida.
Il 12 agosto 1935 avvenne il drammatico incidente di Aizawa; il tenente colonnello Saburō Aizawa, un membro della fazione Kokutai Genri-ha e un amico del generale Mazaki, uccise a colpi di spada nel suo ufficio il generale Tetsuzan Nagata. Il processo pubblico contro Aizawa, che ebbe inizio alla fine di gennaio 1936, si trasformò in un avvenimento sensazionale che l'ufficiale omicida e i capi del Kokutai Genri-ha, grazie alla condiscendenza dei cinque giudici della corte, trasformarono in un'occasione clamorosa per propagandare la loro ideologia e criticare gli uomini politici corrotti e i grandi capitalisti speculatori delle zaibatsu. I sostenitori di Aizawa lodarono la sua "moralità e il patriottismo", mentre lo stesso dichiarò di essere solo un "soldato dell'Imperatore" che aveva fatto il "proprio dovere", cercando di riformare l'Esercito imperiale e la nazione in accordo con il vero "Principio nazionale".

## I preparativi

### La decisione di agire

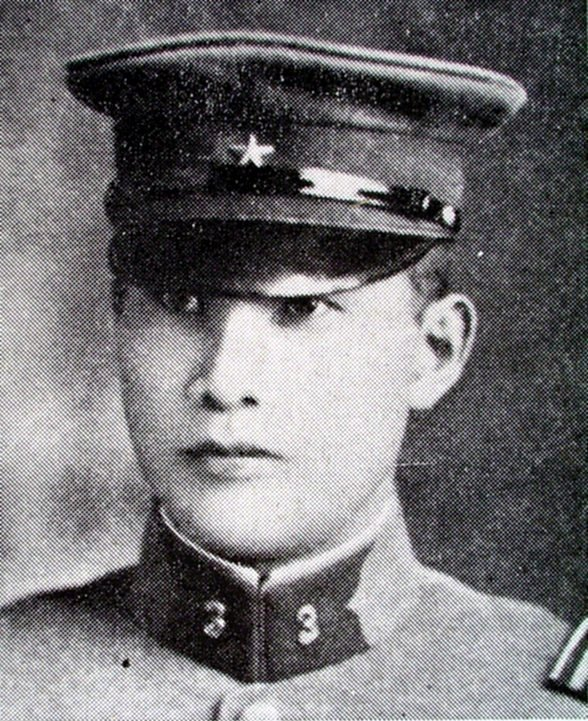
Il capitano Shirō Nonaka, l'ufficiale più alto in grado che prese parte attivamente alla ribellione. Si suicidò dopo il fallimento del piano.

La Kokutai Genri-ha da molto tempo si era espressa a favore di una insurrezione violenta contro il governo costituito. La decisione di mettere in atto i propositi insurrezionali nel febbraio 1936 venne presa alla fine per due ragioni principali. La prima fu la decisione annunciata nel dicembre 1935 dall'alto comando militare di trasferire in Manciuria entro la primavera 1936 la Prima Divisione "Gemma" che aveva le sue caserme principali nei pressi del recinto del Palazzo Imperiale e che fino a quel momento era incaricata della sorveglianza e della protezione militare dell'area del Palazzo Imperiale e delle residenze governative. I giovani ufficiali della prestigiosa Prima Divisione erano in gran parte membri della Kokutai Genri-ha e accesi sostenitori della riforma politica attraverso la violenza. Il trasferimento annunciato in Manciuria convinse i giovani ufficiali ribelli della divisione che fosse decisivo scatenare la ribellione prima; in caso contrario ogni possibile sommovimento rivoluzionario sarebbe stato rinviato per anni. Il secondo fattore che spinse all'azione gli ufficiali fu il processo ad Aizawa. Le sue azioni avevano fortemente impressionato i giovani ufficiali sediziosi ed essi ritenevano che se fossero insorti mentre il processo era ancora in corso, avrebbero potuto sfruttare a loro favore i sentimenti della pubblica opinione di supporto alle istanze di riforma espresse durante il processo dal tenente colonnello.
La decisione di agire venne inizialmente criticata da Nishida e Kita quando furono informati dell'intenzione di insorgere. I rapporti dei due ideologi con la maggior parte dei giovani ufficiali erano divenute negli ultimi anni relativamente meno stretti, ed essi erano decisamente contrari ad azioni dirette violente. In realtà, quando i due compresero che gli ufficiali erano assolutamente determinati ad andare avanti nei loro propositi, Nishida e Kita alla fine diedero il loro sostegno alla ribellione. Un'altra difficoltà che i capi ribelli dovettero superare fu l'iniziale avversione del capitano Teruzō Andō al coinvolgimento nella rivolta dei soldati sotto il suo comando; egli in precedenza infatti aveva assicurato il suo comandante superiore che non avrebbe coinvolto i suoi uomini in un'azione militare diretta. Il ruolo del capitano Andō all'interno del 3º Reggimento di fanteria della Prima Divisione, il reparto che avrebbe dovuto fornire la maggior parte delle truppe partecipanti alla ribellione, era assolutamente essenziale per la riuscita del colpo di Stato; quindi i due ufficiali Takaji Muranaka e Shirō Nonaka, tra i capi più determinati ad agire, parlarono a lungo con Andō e riuscirono alla fine a superare i suoi dubbi e le sue resistenze.
Il giorno 26 febbraio venne scelto per l'insurrezione perché i giovani ufficiali erano riusciti a organizzare i loro turni di servizio in modo che tutti coloro che erano coinvolti nella sedizione, si trovassero in servizio attivo contemporaneamente in quella data; in questo modo essi avevano libero accesso alle armi e alle munizioni. La data inoltre avrebbe permesso al generale Mazaki di presentare la sua testimonianza, prevista per il 25 febbraio 1936, al processo di Aizawa.

### Pianificazione e proclama dei ribelli

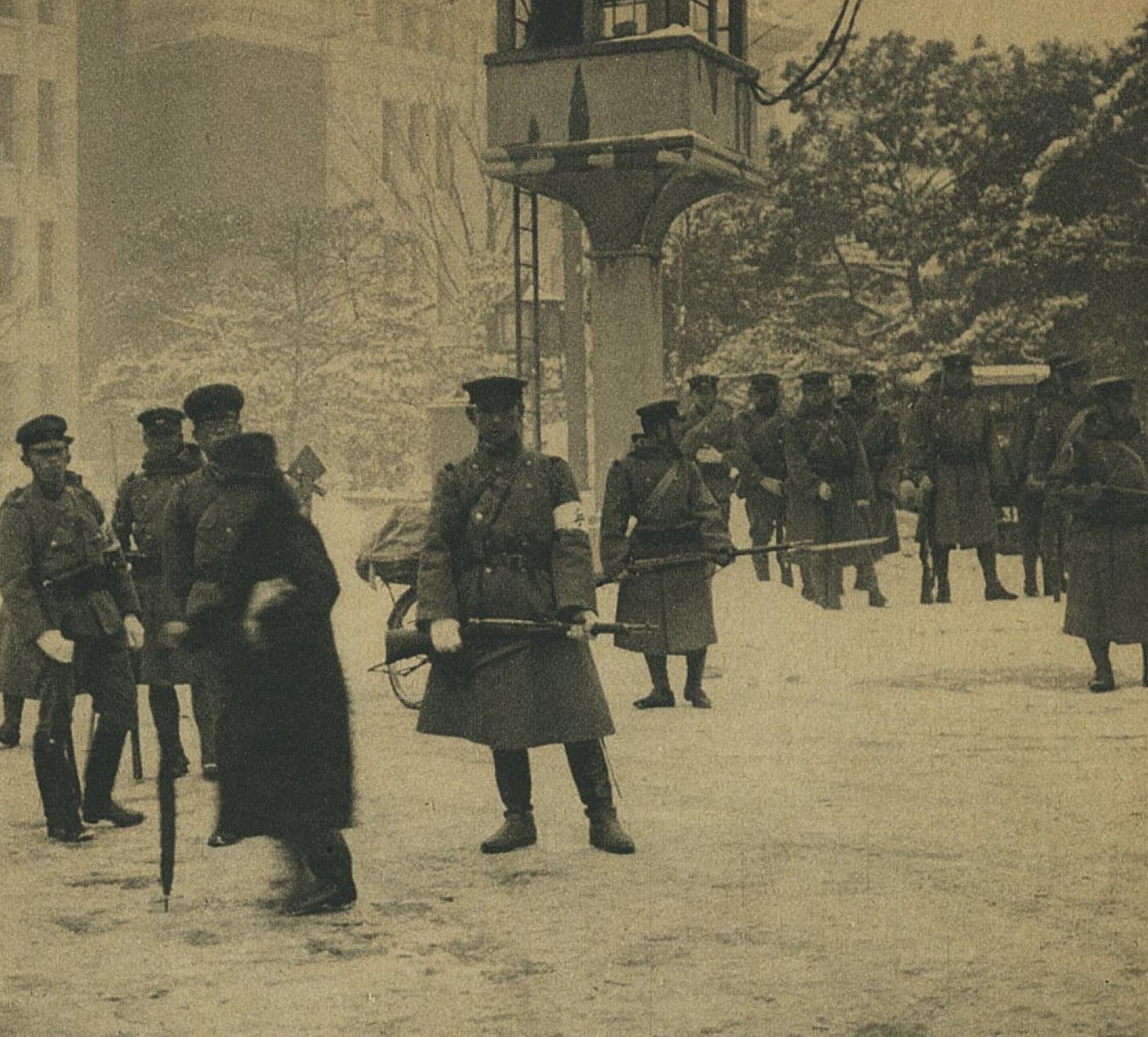
Militari ribelli della Prima Divisione "Gemma" durante la rivolta del 26 febbraio 1936

L'insurrezione venne dettagliatamente pianificata in una serie di incontri tra il 18 e il 22 febbraio 1936 tra Mitsugi Nishida, i giovani ufficiali in servizio Yasuhide Kurihara, Teruzō Andō, Hisashi Kōno, e i due ufficiali destituiti in precedenza Takaji Muranaka e Asaichi Isobe. Il piano che venne preparato era relativamente semplice. Gli ufficiali avrebbero ucciso subito i più importanti nemici del kokutai, avrebbero preso il controllo del centro amministrativo della capitale e del Palazzo Imperiale, quindi avrebbero presentato le loro richieste; in particolare la destituzione di alcuni ufficiali superiori e la costituzione di un nuovo governo guidato dal generale Mazaki. Essi non avevano obiettivi a lungo termine, e ritenevano che le decisioni avrebbero dovuto essere lasciate all'Imperatore; sembra tuttavia che i giovani ufficiali fossero anche preparati, se necessario, a sostituire Hirohito con il principe Chichibu.
I giovani ufficiali credevano, dopo alcuni contatti informali, di avere almeno la tacita approvazione di un certo numero di importanti comandanti superiori dell'Esercito imperiale. Tra questi alti ufficiali ritenuti simpatizzanti con i propositi dei rivoltosi, erano compresi il Ministro della Guerra, generale Yoshiyuki Kawashima, i generali Araki, Mazaki, Tomoyuki Yamashita, Kanji Ishiwara, Shigeru Honjō e i loro comandanti diretti, i generali Kōhei Kashii e Takeo Hori. Il successore del generale Kawashima al Ministero della Guerra effettivamente affermò dopo i fatti che se tutti gli ufficiali che avevano supportato i ribelli fossero stati costretti alle dimissioni, non ci sarebbero stati sufficienti comandanti di grado elevato per sostituirli.
I giovani ufficiali prepararono un documento di spiegazione delle loro intenzioni e dei loro obiettivi; il "Manifesto dell'insurrezione" (蹶起趣意書?, Kekki shuisho), che essi avrebbero voluto che fosse inviato all'Imperatore. Il documento fu preparato da Muranaka ma fu scritto a nome dei capitani Shirō Nonaka e Teruzō Andō, che erano gli ufficiali più alto in grado tra i militari coinvolti concretamente nel complotto. Il proclama era completamente aderente agli ideali del Kokutai Genri-ha, criticava duramente i genrō, i capi politici, le fazioni militari, gli zaibatsu, i burocrati e i partiti politici, che avevano messo in pericolo il kokutai con il loro egoismo e mancanza di rispetto nei confronti dell'Imperatore. Gli ufficiali affermavano che il Giappone rischiava in tempi brevi di entrare in guerra "contro la Russia, la Cina, la Gran Bretagna e l'America" che intendevano "sbriciolare la nostra terra natia"; era quindi essenziale "annientare le inique e infedeli creature che circondano il Trono imperiale e ostacolano il corso della vera riforma" per salvaguardare e proteggere l'integrità dell'Impero giapponese. Il documento asseriva la necessità di prendere iniziative radicali dirette:
Il proclama dei ribelli terminava con l'elencazione esplicita dei nomi di 24 presunti responsabili della decadenza dell'Impero che avrebbero dovuto essere uccisi sommariamente. I piani dei ribelli prevedevano soprattutto l'assassinio di sette importanti personalità della dirigenza giapponese in quanto colpevoli di "aver messo in pericolo la kokutai":
| Nome                       | Ruolo                                                                    | Motivi invocati dai ribelli per l'inserimento nella lista delle persone da eliminare                                                                |
| -------------------------- | ------------------------------------------------------------------------ | --- |
| Ammiraglio Okada Keisuke   | Primo ministro del Giappone                                              | Sostegno al trattato navale di Londra, supporto alla revisione dell'ideologia del kokutai                                                           |
| Saionji Kinmochi           | Genrō, ex-Primo ministro                                                 | Sostegno al trattato navale di Londra; influenza sull'Imperatore per formare governi corrotti                                                       |
| Makino Nobuaki             | Ex-Lord del sigillo imperiale, ex-Ministro degli Esteri                  | Sostegno al trattato navale di Londra; supporto alla costituzione della fazione di corte insieme a Saitō                                            |
| Ammiraglio. Suzuki Kantarō | Ciambellano del Giappone                                                 | Sostegno al trattato navale di Londra; "ostruzionismo verso la virtù dell'Imperatore"                                                               |
| Ammiraglio Saitō Makoto    | Lord del sigillo imperiale, ex-Primo ministro                            | Sostegno al trattato navale di Londra; coinvolgimento nella destituzione del generale Mazaki; costituzione di una fazione di corte insieme a Makino |
| Takahashi Korekiyo         | Ministro delle finanze, ex-Primo ministro                                | Coinvolgimento nelle divisioni politiche dei partiti, tentativo di indebolire i militari, mantenimento della struttura economica esistente          |
| Generale Jōtarō Watanabe   | Ispettore generale dell'Educazione militare al posto del generale Mazaki | Sostegno alla revisione dell'ideologia del kokutai; rifiuto di dimettersi nonostante la sua inidoneità al ruolo di Ispettore generale               |

Le prime quattro persone della lista sopravvissero al tentativo di colpo di Stato. Saionji, Saitō, Suzuki e Makino furono scelti come obiettivi perché essi erano i più influenti consiglieri dell'Imperatore; mentre Okada e Takahashi erano capi politici moderati che avevano cercato di ridurre l'influenza dei militari. Il generale Watanabe invece fu inserito nella lista essendo un membro della Tōsei-ha e essendo stato coinvolto nella destituzione del generale Mazaki.
Il nome di Saionji venne all'ultimo momento rimosso dalla lista per motivi che non sono ancora chiari. Alcuni alleati dei giovani ufficiali affermarono che egli sarebbe stato lasciato in vita per poterlo utilizzare in un secondo momento per convincere l'imperatore a nominare il generale Mazaki Primo ministro al posto di Okada, e questa rimane la motivazione più comunemente riportata nelle fonti. Il capitano Isobe, tuttavia, testimoniò più tardi che egli aveva respinto questi consigli e aveva continuato a sostenere la necessità di colpire anche Saionji. Secondo il suo resoconto, l'attacco fu annullato solo perché gli ufficiali incaricati della missione, insegnanti alla scuola militare Toyohashi rifiutarono di impiegare i loro cadetti in questa operazione.

### L'"Esercito della Restaurazione"

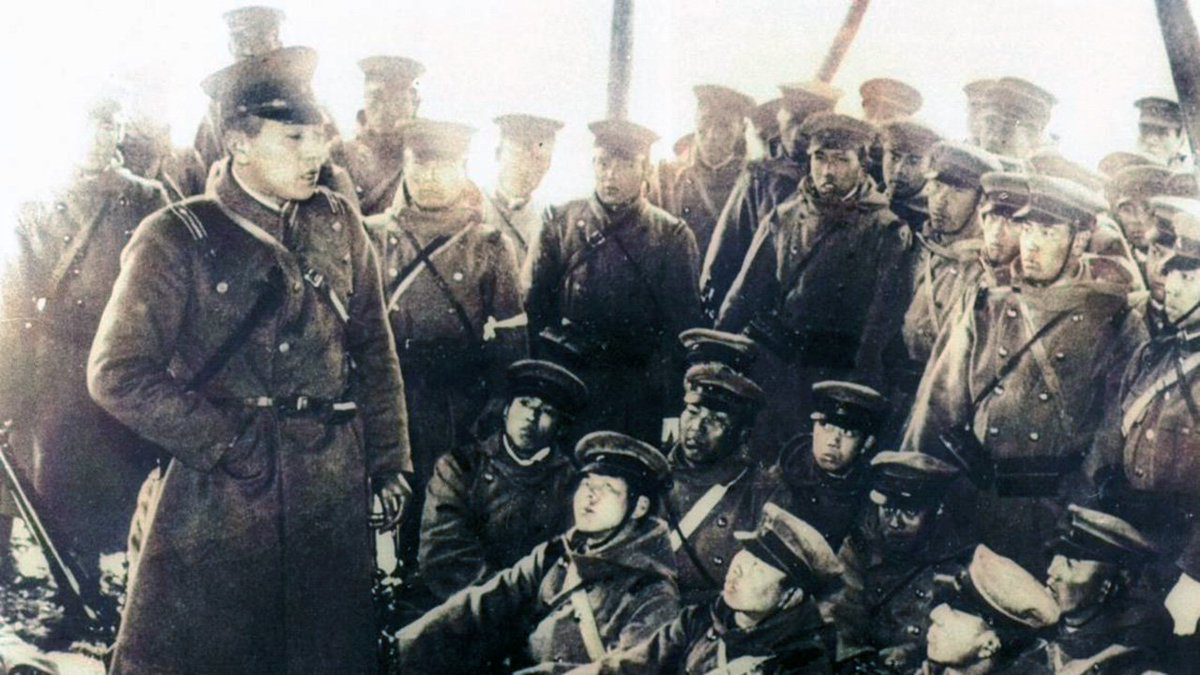
Truppe ribelli della Prima Divisione; l'ufficiale in piedi è il tenente Yoshitada Niu

Dal 22 febbraio 1936, i sette capi principali delle ribellione riuscirono a convincere altri giovani ufficiali e 18 di essi, pur se con livelli diversi di entusiasmo e convinzione, entrarono a far parte della cospirazione. I sottufficiali dei reparti coinvolti furono informati la notte del 25 febbraio, poche ore prima che avesse inizio la sollevazione. Gli ufficiali affermarono che essi avevano richiesto che tutti i sottufficiali partecipassero volontariamente e che gli ordini espliciti furono emanati solo pro forma, molti sottufficiali invece riferirono più tardi che essi si erano trovati in una situazione reale che rendeva praticamente impossibile il rifiuto a partecipare alla rivolta. I soldati semplici, di cui circa il 70% aveva completato solo un mese di addestramento di base, non furono per nulla informati prima dell'inizio del tentativo di colpo di Stato, anche se sembra che molti, secondo i racconti degli ufficiali, manifestarono un grande entusiasmo al momento dell'inizio della ribellione.

Bandiera adottata dalle truppe ribelli durante l'insurrezione; gli ideogrammi giapponesi riportano la parola d'ordine: "Venera l'Imperatore, distruggi i traditori"

La massa principale delle truppe ribelli era costituita dai soldati del 1º Reggimento di fanteria della Prima Divisione (11ª compagnia e compagnia mitraglieri con 456 uomini) e del 3º Reggimento di fanteria sempre della Prima Divisione (1ª, 3ª, 6ª, 7ª, 10ª compagnia e compagnia mitraglieri: 937 uomini). Queste unità, alloggiate in caserme nei pressi del recinto del Palazzo Imperiale, erano formalmente incaricate della sorveglianza e della protezione della residenza di Hirohito e delle altre abitazioni dei massimi dirigenti dell'Impero. Sembra che tra queste truppe della Prima Divisione fosse presente un forte spirito di ribellione; l'esasperazione di ufficiali e soldati, accentuata dalla notizia del l'imminente trasferimento in Manciuria, si era manifestata in modo clamoroso pochi giorni prima, quando un reparto durante un'esercitazione aveva apertamente insultato le autorità costituite della Polizia metropolitana della capitale.
Oltre ai reparti della Prima Divisione, contribuirono effettivamente alla rivolta solo altri 138 soldati del 3º Reggimento della Guardia imperiale giapponese. Secondo alcune fonti, in totale le forze ribelli erano costituite, inclusi gli ufficiali, i civili e pochi uomini di altre unità, da 1 558 persone; un resoconto ufficiale contemporaneo tuttavia parla di 1 483 uomini; questo dato escluderebbe i 75 soldati che parteciparono al tentativo del tenente Nakahashi di occupare il Palazzo Imperiale. I giovani ufficiali ribelli adottarono il nome "Esercito della Restaurazione" (義軍?, gigun) per indicare le loro forze e scelsero la parola d'ordine "Venera l'Imperatore, distruggi i traditori" (尊皇討奸?, Sonnō Tōkan), ripreso dall'espressione del periodo della restaurazione Meiji "Venera l'Imperatore, distruggi lo shogunato".

## L'insurrezione
Le condizioni climatiche a Tokyo nei giorni precedenti la sollevazione erano state pessime, tre notti prima erano caduti oltre trenta centimetri di neve, evento che non si verificava più nella capitale da oltre cinquanta anni, e nella notte del 25 febbraio 1936 riprese a nevicare copiosamente. I giovani ufficiali che stavano per mettersi in movimento con i loro soldati per dare inizio ai loro piani di ribellione non furono preoccupati per le condizioni del tempo; al contrario la neve ricordava loro la torbida vicenda del XVII secolo dei Quarantasette ronin che, proprio durante una tempesta di neve notturna, si erano ribellati e avevano assaltato la casa del Primo ministro dello shōgun, uccidendolo brutalmente per poi fare tutti seppuku secondo le regole del bushidō. Gli ufficiali ribelli si consideravano in parte i continuatori delle passate azioni dei samurai diseredati vendicatori in lotta contro l'oppressione e l'ingiustizia dello shōgun.

Mappa con l'indicazione dei percorsi e degli obiettivi delle colonne ribelli

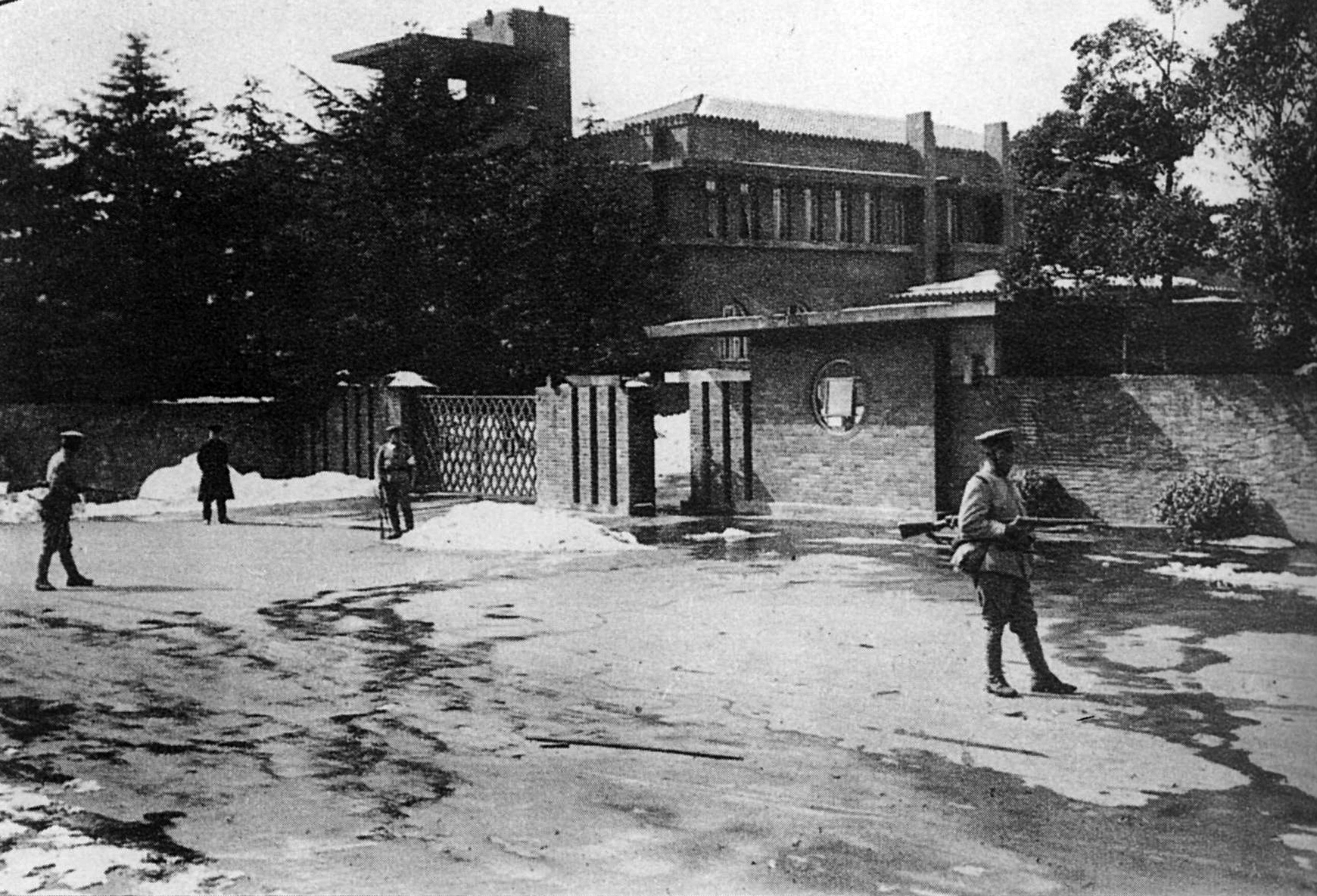
Militari ribelli fuori dalla residenza del Primo ministro Okada Keisuke

Sembra che la ribellione non colse totalmente di sorpresa le autorità costituite; grazie alle informazioni fornite da un maggiore del ministero della Guerra che aveva appreso da un giovane ufficiale dei propositi di rivolta diffusi all'interno della Prima Divisione, il governo aveva già preso alcune misure precauzionali. Le guardie del corpo dei principali dirigenti politici erano state rinforzate e in particolare nella residenza del Primo ministro Okada erano state installate protezioni agli ingressi e alle finestre, inoltre era stato attivato un collegamento diretto con la centrale di polizia. Nel complesso tuttavia le autorità non sembravano molto preoccupate; le notizie furono ritenute scarsamente attendibili, mentre gli uomini della Kempeitai ritennero di poter agevolmente reprimere un eventuale tentativo di colpo di Stato.
L'autorità governativa sottovalutava gravemente la risolutezza e la determinazione dei giovani ufficiali. Le truppe ribelli furono radunate dai capi, che parlarono ai soldati prima di lasciare le caserme, tra le ore 03.00 e 04.00 del 26 febbraio 1935; divisi in sei gruppi, i reparti militari sollevatesi attaccarono quasi simultaneamente le residenze di Okada, Takahashi, Suzuki, Saitō e le strutture del Ministero della guerra e del quartier generale di polizia alle ore 05.00. Il piano operativo dei ribelli prevedeva che il primo gruppo, guidato dal capitano Kiyosada Kōda, avrebbe marciato contro il ministero della Guerra per costringere gli alti ufficiali a collaborare, mentre il secondo gruppo avrebbe assaltato la centrale di polizia. Gli altri quattro gruppi avrebbero eliminato il Primo ministro, il ministro delle Finanze, il Ciambellano del Giappone e il Lord del sigillo imperiale; dopo questa prima fase, tre gruppi sarebbero ripartiti per raggiungere la residenza dell'Ispettore generale dell'Educazione militare e le abitazioni del conte Makino e del principe Saionji.

### Attacchi del 1º Reggimento di fanteria

#### Assalto al Primo ministro Okada Keisuke

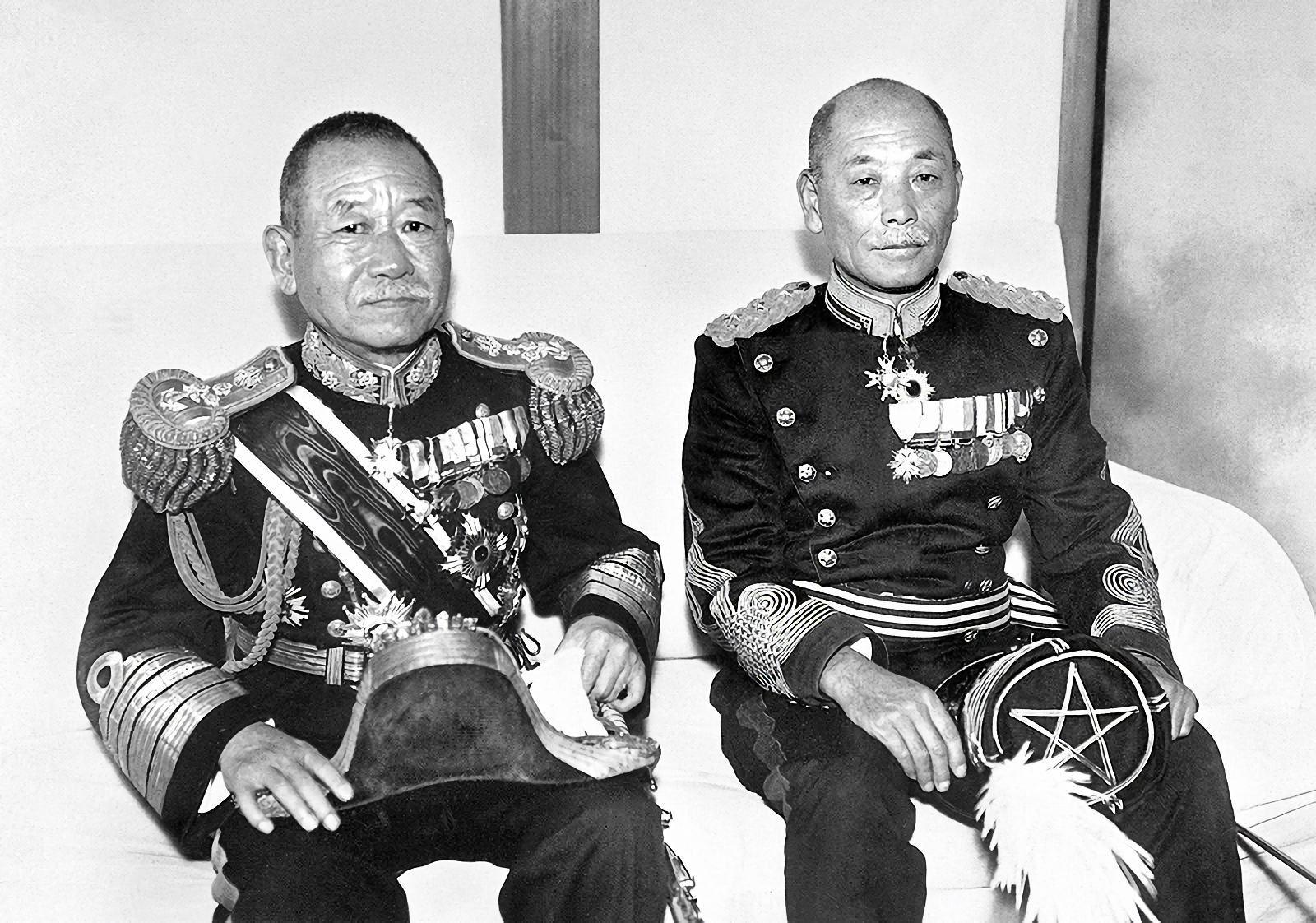
Il Primo ministro Okada Keisuke (a sinistra) e il colonnello Denzō Matsuo

L'attacco alla residenza del Primo ministro Okada Keisuke venne effettuato da 280 soldati del 1º Reggimento di fanteria della Prima Divisione guidati dal tenente Yasuhide Kurihara che era uno degli ufficiali più risoluti e fanatici della ribellione. Le truppe circondarono rapidamente, sotto la tormenta di neve, la residenza ufficiale e il tenente Kuhihara colse di sorpresa le guardie e le costrinse con le armi ad aprire i cancelli del cortile esterno all'edificio. Nel corso dell'irruzione i soldati, mentre erano alla frenetica ricerca del Primo ministro, aprirono il fuoco con fucili e mitragliatrici contro quattro poliziotti che furono tutti uccisi mentre sei ribelli rimasero feriti nello scontro.

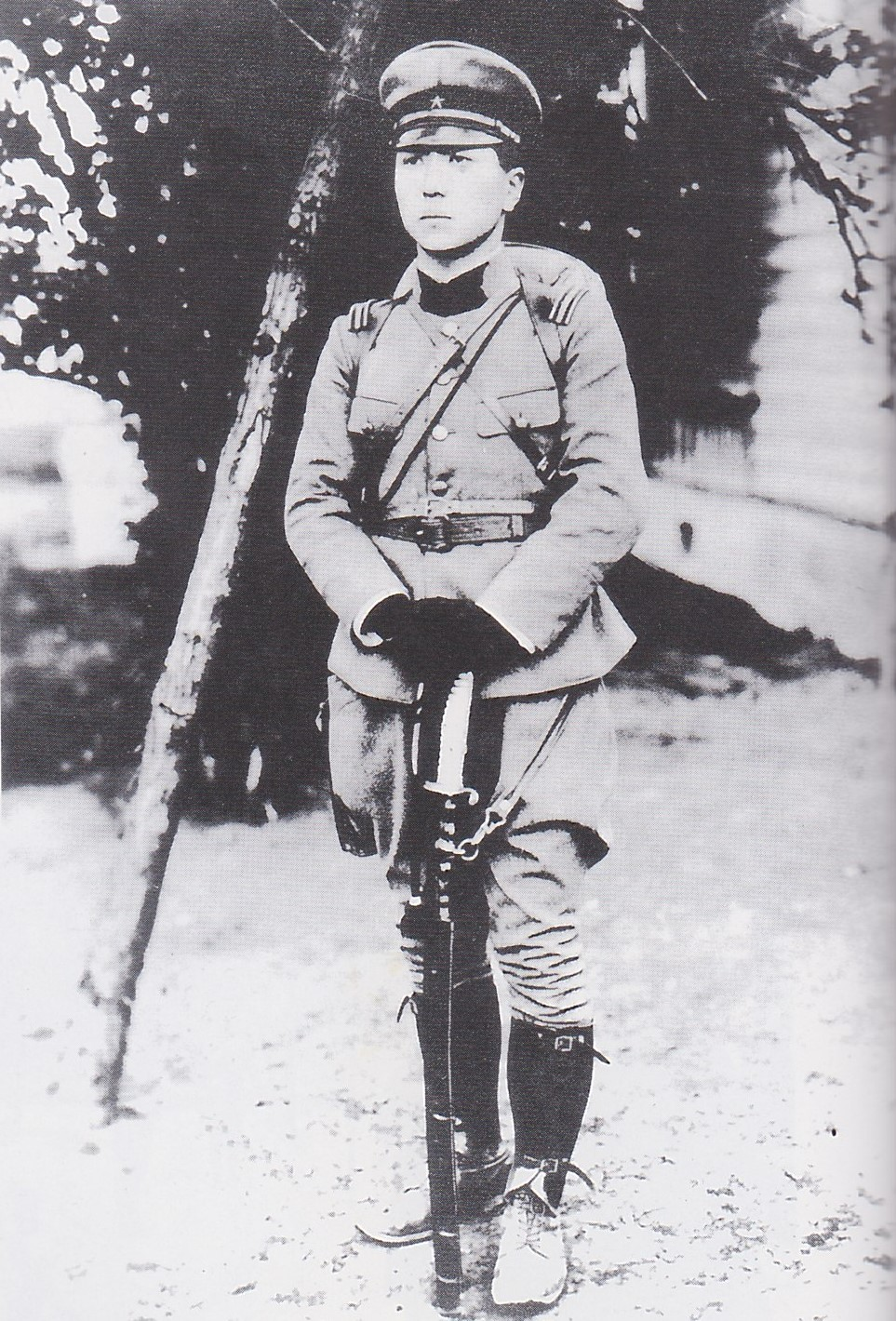
Il tenente Yasuhide Kurihara, comandante del gruppo di ribelli che assaltò la residenza del Primo ministro Okada

I rumori dell'irruzione avevano svegliato poco prima delle ore 05.00 il Primo ministro Okada che in un primo momento, depresso e ancora assonnato, apparve rassegnato, tuttavia, grazie all'intervento del cognato, l'energico colonnello in pensione Denzō Matsuo, si nascose in un ripostiglio mentre i soldati ribelli penetravano nel cortile della residenza. Il colonnello Matsuo a questo punto l'uscì all'aperto e affrontò i rivoltosi che, dopo qualche incertezza, aprirono il fuoco e lo colpirono ripetutamente. Il tenente Kurihara ordinò subito il Todome! (il colpo di grazia) e Matsuo venne ucciso da numerosi colpi di pistola al torace e alla testa e subito dopo l'ufficiale, sulla base di una fotografia di Okada trovata nella sua camera da letto, identificò per errore il corpo del colonnello Matsuo come quello del Primo ministro. In realtà Okada, che, intimorito e confuso, era uscito dal ripostiglio, riuscì a trovare riparo, grazie all'intervento di due cameriere, all'interno di un grande armadio coperto dalla biancheria, mentre i ribelli, convinti di aver portato a termine con successo la missione, occupavano e controllavano tutta la residenza.
Nelle ore successive, mentre all'esterno si diffondeva la notizia dell'assassinio del Primo ministro, due funzionari, entrati nella residenza con l'autorizzazione dei ribelli per organizzare il funerale dell'ammiraglio, riuscirono invece a scoprire Okada nascosto nell'armadio e architettarono un piano per farlo uscire in salvo. Il Primo ministro riuscì ad abbandonare l'edificio mascherato da malato grave e venne condotto al sicuro in un tempio buddhista alla periferia della capitale, mentre il corpo del colonnello Matsuo venne trasferito all'esterno dentro una bara con l'autorizzazione dei ribelli.

#### Occupazione del Ministero della guerra

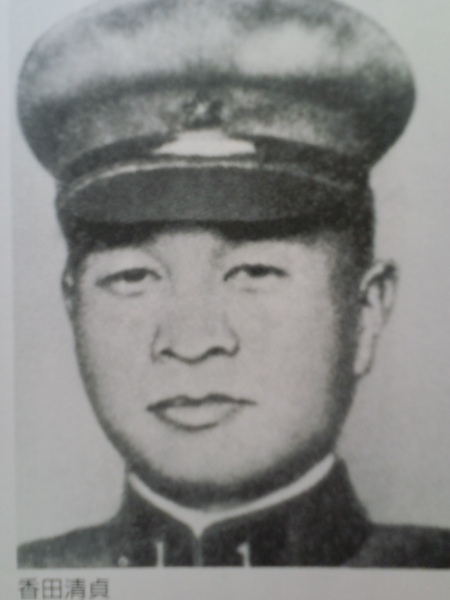
Il capitano Kiyosada Kōda, comandante dell'assalto al Ministero della guerra

Contemporaneamente all'assalto alla residenza del Primo ministro, il capitano Kiyosada Kōda, accompagnato da Muranaka e Isobe, aveva guidato 160 soldati del 1º Reggimento contro l'edificio del Ministero della guerra per prendere il controllo dell'edificio e dell'ufficio dello Stato maggiore generale. I ribelli occuparono rapidamente la struttura e fecero irruzione nella residenza del ministro della Guerra, il generale Yoshiyuki Kawashima, che alle ore 06.30 dovette ascoltare dal capitano Kōda il proclama dei rivoltosi prima di ricevere un documento scritto in cui venivano elencate numerose richieste, tra cui:
- Rapida soluzione della situazione da parte personalmente del ministro, in modo favorevole ai ribelli per "far progredire il movimento della Restaurazione
- Impedire l'uso della forza contro l'"Esercito della restaurazione"
- Arresto immediato dei generali Kazushige Ugaki (governatore generale della Corea), Jirō Minami (comandante in capo dell'Armata del Kwantung), Kuniaki Koiso (comandante dell'esercito giapponese in Corea) e Yoshitsugu Tatekawa, in quanto "responsabili della distruzione dell'autorità di comando militare"
- Immediata destituzione del tenente colonnello Akira Mutō, del colonnello Hiroshi Nemoto, e del maggiore Tadashi Katakura per aver favorito una "politica di fazione"
- Nomina del generale Sadao Araki al comando dell'Armata del Kwantung allo "scopo di intimidire la Russia comunista"[65][66].

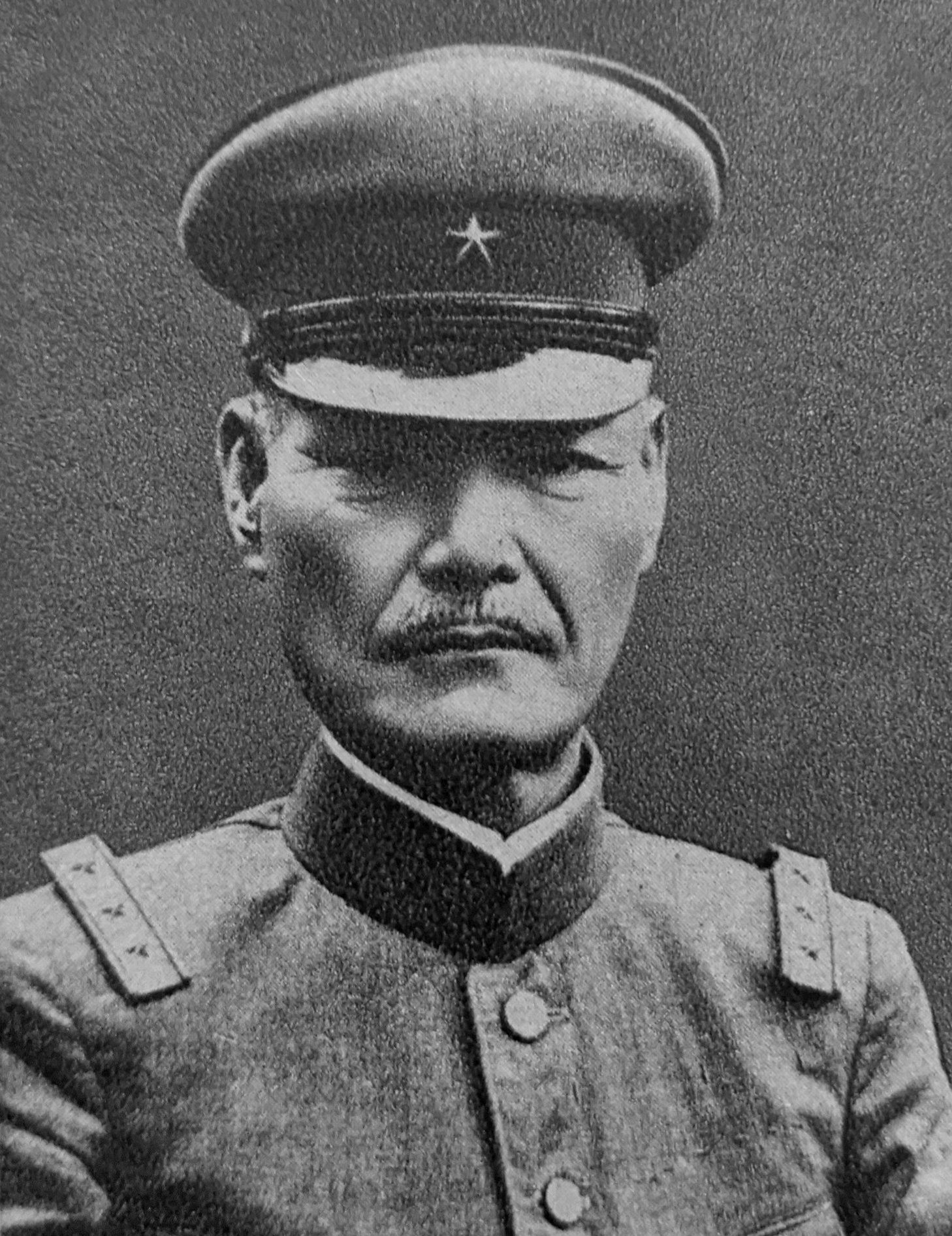
Il ministro della guerra, generale Yoshiyuki Kawashima

Infine il capitano Kōda richiedeva che fosse proclamata la legge marziale e che il generale Kawashima si recasse subito dall'Imperatore Hirohito per illustrare le richieste contenute nel documento presentato dagli ufficiali ribelli.
Le personalità citate nel documento erano stati tutti coinvolti nelle drammatiche lotte tra fazioni degli anni precedenti; in particolare il generale Ugaki, come ministro della Guerra nel 1924-27 e 1929-31, aveva promosso una riduzione numerica e una modernizzazione dell'Esercito imperiale, ma non aveva sostenuto i rivoltosi dell'Incidente di marzo 1931 che avevano sperato di assegnargli l'incarico di Primo ministro. Gli ufficiali Minami, Mutō, Nemoto e Katakura erano tutti importanti membri della fazione Tōsei-ha. Il maggiore Katakura si trovava al Ministero della guerra ed entrò in violento contrasto con gli ufficiali ribelli; egli affermava di condividere molti dei loro ideali ma riteneva irrinunciabile rispettare le prerogative dell'Imperatore e dell'alto comando militare. Molti ribelli odiavano il maggiore e rifiutarono di consentirgli di vedere il ministro; Katakura era considerato anche parzialmente responsabile per aver denunciato l'Incidente dell'Accademia militare; quando nella mattinata il capitano Isobe lo incontrò, si scatenò la violenza; il maggiore fu colpito in modo non grave alla testa e rischiò di essere ucciso all'arma bianca; infine venne trasportato, ferito, fuori da ministero sull'auto del ministro della Guerra, scortato da agenti della Kempeitei.
In questa fase della vicenda, alcuni alti ufficiali simpatizzanti con i ribelli arrivarono al Ministero della Guerra per incontrare i giovani ufficiali; tra gli altri: il generale Mazaki, il generale Tomoyuki Yamashita, il generale Ryū Saitō e il vice-ministro della Guerra Motoo Furushō. Saitō espresse apprezzamento per l'audacia e l'idealismo mostrato dai giovani ufficiali e sollecitò il generale Kawashima ad accogliere le loro richieste. Poco prima delle ore 09.00, il Ministro della Guerra affermò che era assolutamente necessario che egli parlasse personalmente con l'Imperatore e lasciò il ministero per recarsi al Palazzo Imperiale.

#### Attacco a Makino Nobuaki e assalto alla sede delAsahi Shinbun

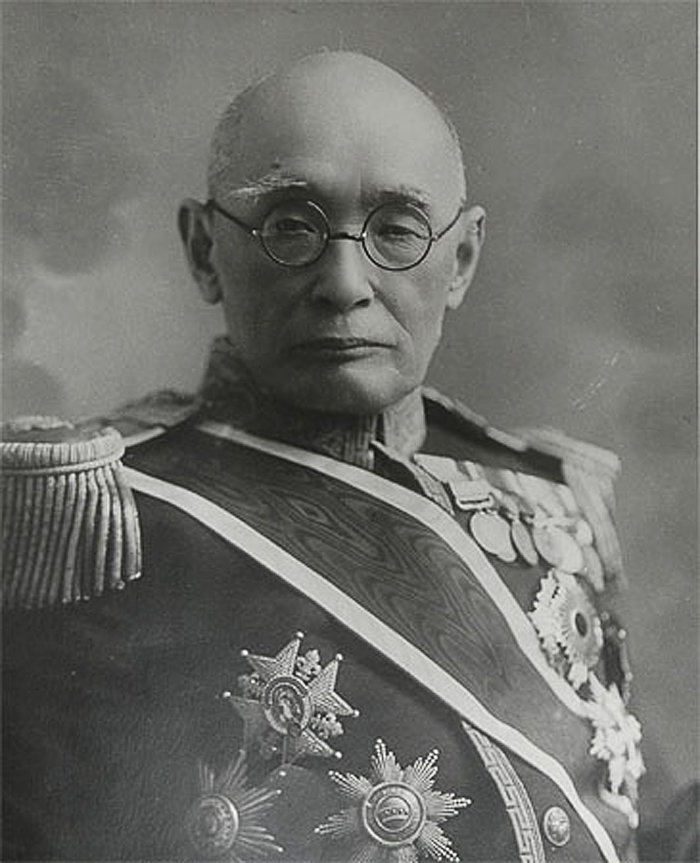
L'ex-ministro degli Esteri Makino Nobuaki

Il capitano Hisashi Kōno aveva ricevuto la missione di raggiungere con alcuni autoveicoli e sette uomini, la residenza dell'ex-ministro degli Esteri Makino Nobuaki che si trovava con la sua famiglia a Kōfūsō, parte dell'albergo Itōya a Yugawara. Questo piccolo gruppo arrivò sul posto alle ore 05:45, e, mentre due militari rimanevano all'esterno, il capitano Kōno e gli altri entrarono nella pensione con le armi in pugno ma gli agenti di polizia presenti all'interno aprirono il fuoco, dando inizio ad un lungo scontro armato, mentre nel frattempo un altro agente informava Makino dell'accaduto e guidava l'uomo politico fino all'uscita posteriore dell'albergo.

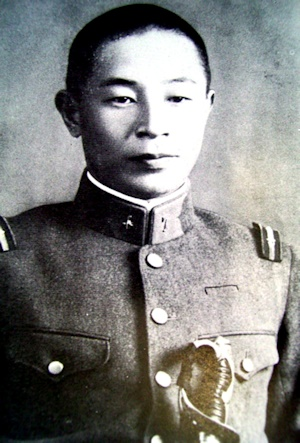
Il capitano Hisashi Kōno

I ribelli continuarono il conflitto a fuoco e non si accorsero che Makino era già riuscito a fuggire; nello scontro il capitano Kōno fu ferito al petto e un agente rimase ucciso; mentre l'ufficiale abbandonava la posizione, gli altri militari incendiarono l'edificio. Avendo udito un singolo colpo di pistola, il capitano credette che Makino si fosse sparato mentre l'albergo prendeva fuoco, ma in realtà la missione era completamente fallita; i compagni portarono l'ufficiale ad un vicino ospedale dell'esercito dove tutti i componenti del gruppo furono arrestati dalla polizia militare.
Il tenente Kurihara, dopo aver apparentemente completato la sua missione nella residenza del Primo ministro, ripartì alle ore 10.00 con 60 uomini a bordo di tre autocarri e si spostò dall'abitazione di Okada agli uffici del prestigioso giornale liberale di Tokyo Asahi Shinbun. Gli ufficiali e i soldati fecero irruzione nella sede del quotidiano e costrinsero i dipendenti del giornale ad evacuare l'edificio dopo aver proclamato che l'assalto era una «vendetta divina per la pubblicazione di un quotidiano anti-giapponese». I ribelli rovesciarono e distrussero i macchinari per stampa del giornale, contenenti oltre 4 000 caratteri, e in questo modo impedirono temporaneamente la pubblicazione dell'autorevole quotidiano.
Dopo l'irruzione e la devastazione, i militari ribelli guidati dal tenente Kurihara distribuirono alcune copie del loro manifesto insurrezionale ai quotidiani situati nelle vicinanze del Asahi Shinbun e quindi fecero ritorno alla residenza del Primo ministro.

### Attacchi del 3º Reggimento della Guardia imperiale

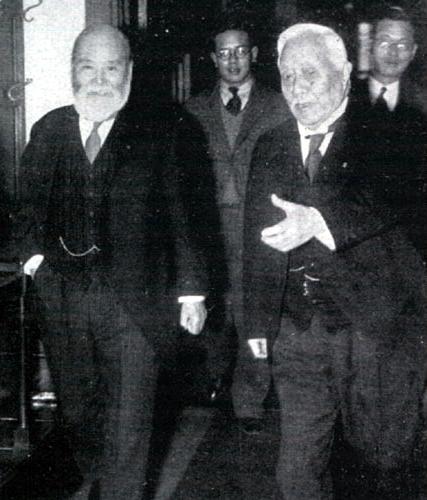
Il ministro delle finanze Takahashi Korekiyo (a sinistra) e Saitō Makoto il 20 febbraio 1936

#### Assassinio di Takahashi Korekiyo
Il tenente del 3º Reggimento della Guardia imperiale Motoaki Nakahashi aveva il compito di colpire il ministro delle finanze Takahashi Korekiyo; il giovane ufficiale raccolse 120 soldati e, dopo aver detto alle truppe che si sarebbero diretti al santuario Yasukuni (altre fonti riferiscono invece che il tenente indicò il santuario Meiji), mise in marcia la colonna verso la residenza del ministro. Giunti sul posto i soldati fecero irruzione all'interno abbattendo le porte, mentre una parte delle truppe, dopo aver neutralizzato gli agenti di polizia e i servi, rimase fuori dall'edificio per controllare la situazione all'esterno.

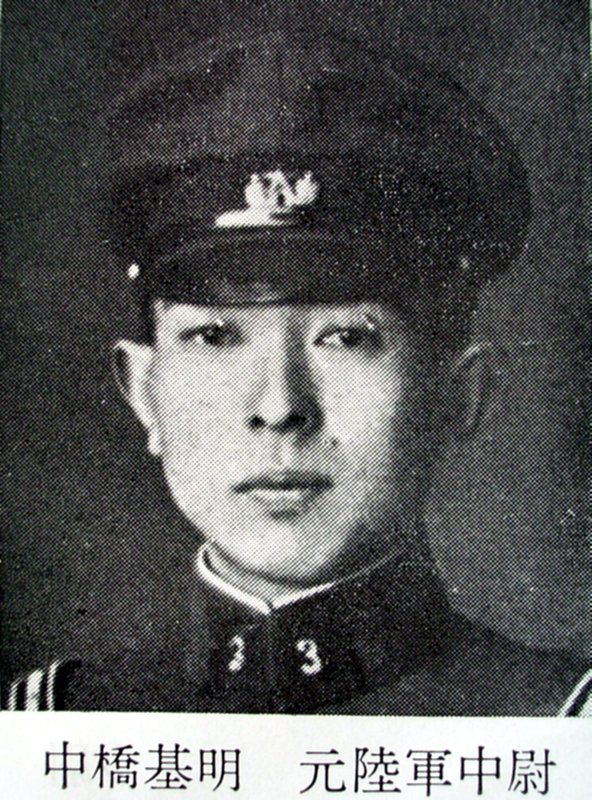
Il tenente Motoaki Nakahashi

Il tenente Nakahashi guidò l'irruzione dei ribelli che si misero alla frenetica ricerca del ministro che venne infine trovato da solo nella sua stanza da letto. Takahashi non mostrò paura ma al contrario tenne un comportamento sprezzante che irritò ancor di più gli ufficiali ribelli che già provavano grande rancore verso di lui per i tagli apportati dal suo ministero agli stanziamenti per l'Esercito imperiale. Il tenente, pistola in pugno, entrò nella camera da letto e gridò Tenchi! ("castigo del cielo") prima di sparare al ministro, ma venne preceduto dall'azione brutale del tenente Kanji Nakajima che si lanciò con la spada contro Takahashi e prima gli tagliò il braccio destro e poi inflisse una ferita mortale squarciandogli l'addome con un altro fendente dell'arma bianca. Subito dopo la moglie del ministro entrò insieme alla servitù, nella camera da letto e rimase sconvolta dalla scena, mentre il tenente Nakahashi abbandonò rapidamente il luogo dell'omicidio dopo aver salutato formalmente e chiesto scusa "per il fastidio arrecato".
Dopo l'assassinio del ministro Takahashi, il tenente Nakahashi inviò parte del gruppo che aveva partecipato all'attacco alla residenza del Primo ministro per unirsi ai soldati del 1º Reggimento già sul posto, mentre egli si diresse con il resto del gruppo verso il Palazzo Imperiale.

#### Tentativo di occupare il Palazzo imperiale
Il tenente Nakahashi e i suoi 75 uomini raggiunsero l'area del Palazzo imperiale alle ore 06.00 nel settore della porta occidentale Hanzō. Il reparto del tenente, appartenente alla Guardia imperiale, svolgeva formalmente la funzione di compagnia di servizio d'emergenza (赴援隊?, fuentai) ed egli disse al comandante della guardia del Palazzo, il maggiore Kentarō Honma, di essere stato inviato dal comando superiore per rinforzare la protezione degli accessi alla residenza imperiale dopo gli attacchi verificatesi quella mattina. Il maggiore Honma era già stato informato degli assalti dei ribelli e quindi non fu sorpreso dall'arrivo del piccolo reparto del tenente Nakahashi; egli ordinò al tenente di collaborare alla protezione della porta Sakashita, l'entrata principale in direzione dei giardini di fronte alla residenza dell'Imperatore, il Kyūden.
Il tenente Nakahashi intendeva occupare militarmente la porta Sakashita e quindi entrare in collegamento, per mezzo di segnalazioni luminose, con le truppe ribelli che si trovavano al vicino quartier generale della Polizia metropolitana, sollecitandole a unirsi ai suoi uomini all'interno del Palazzo. Dopo aver preso il controllo dell'accesso alla residenza dell'Imperatore, gli insorti avrebbero potuto bloccare interferenze dall'esterno mentre essi si recavano alla ricerca del sovrano. Nakahashi tuttavia ebbe grandi difficoltà ed entrare in contatto con gli altri reparti ribelli e alle ore 08.00, il maggiore Honma venne informato del suo coinvolgimento nella ribellione e quindi decise di entrare in azione ordinando subito al tenente di lasciare l'area del Palazzo imperiale. Il tenente Nakahashi obbedì all'ordine e si recò alla residenza del Primo ministro dove si unì alle truppe del tenente Kurihara, mentre i suoi soldati rimasero alla porta d'accesso fino alle ore 13.00, quando furono sostituiti da reparti fedeli al governo, e ritornarono alle loro caserme. Nei resoconti ufficiali questi 75 soldati non furono inclusi nel computo finali delle forze ribelli.

### Attacchi del 3º Reggimento di fanteria

#### Assassinio di Saitō Makoto

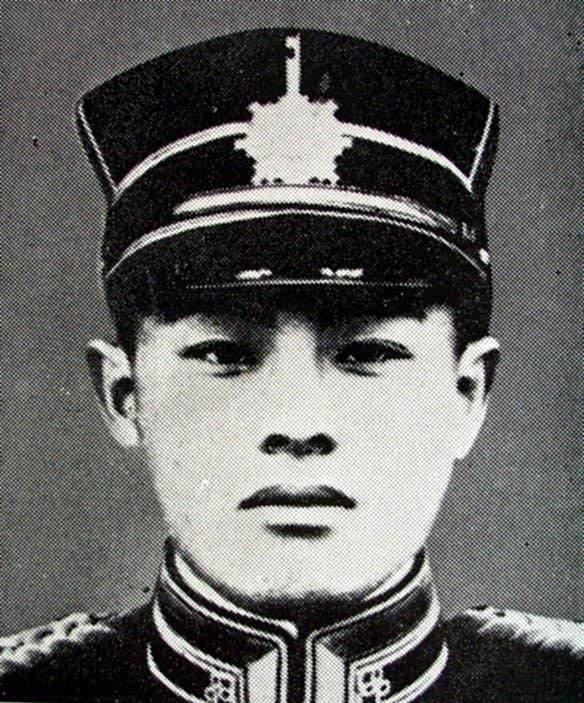
Il tenente Naoshi Sakai guidò l'assalto alla residenza del Lord del sigillo imperiale Saitō Makoto

Il tenente Naoshi Sakai aveva ricevuto l'incarico di assaltare con altri tre ufficiali e 120 uomini del 3º Reggimento di fanteria della Prima Divisione, la residenza privata dell'ammiraglio Saitō Makoto, e uccidere l'anziano ex-Primo ministro e attuale Lord del sigillo imperiale. Saitō era rientrato nella propria abitazione insieme alla moglie alle ore 23.00 dopo aver trascorso la serata in compagnia dell'ambasciatore degli Stati Uniti Joseph Grew con il quale, dopo la cena all'ambasciata, aveva assistito alla proiezione del film Terra senza donne; l'ammiraglio era del tutto all'oscuro del pericolo che lo minacciava.
Alle ore 05.00 del mattino del 26 febbraio 1936 i ribelli circondarono l'abitazione dell'ammiraglio e un gruppo d'assalto guidato dal tenente Sakai fece irruzione all'interno, entrò nella camera da letto dove i due consorti dormivano profondamente e aprì subito il fuoco contro Saitō. La moglie Haruko tentò disperatamente di proteggere il marito con il proprio corpo e implorò che fosse risparmiato, ma i giovani ufficiali la spinsero via per evitare che fosse coinvolta e continuarono a sparare contro l'ammiraglio che venne colpito da 47 proiettili di pistola. I ribelli diedero prova di estrema brutalità; un militare propose di tagliare la gola al cadavere, mentre un altro giovane ufficiale, sopraggiunto più tardi, riprese a sparare sul corpo dell'ammiraglio, esaurendo l'intero caricatore della sua pistola contro il morto; anche la moglie Haruko rimase leggermente ferita da un proiettile di rimbalzo.
Dopo l'uccisione di Saitō, due ufficiali guidarono un gruppo di rivoltosi ad assaltare la residenza del generale Watanabe mentre gli altri si diressero verso il Ministero della guerra dove si schierarono a nord-est dell'edificio.

#### Attacco all'ammiraglio Suzuki Kantarō

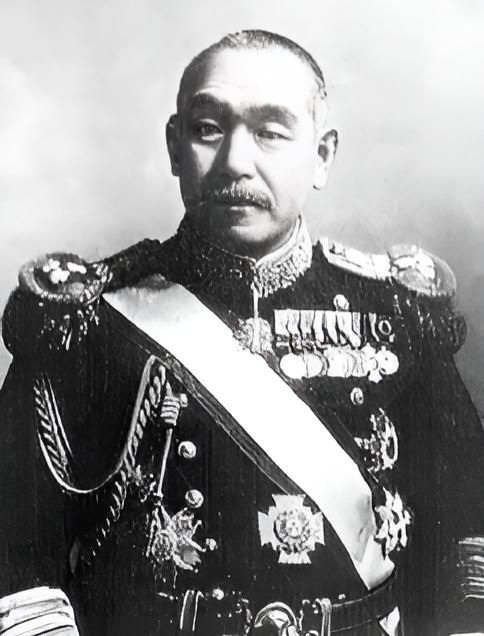
L'ammiraglio Suzuki Kantarō, Ciambellano del Giappone, venne gravemente ferito dai ribelli

Il capitano Teruzō Andō, uno dei capi principali della rivolta, guidò 150 soldati del 3º Reggimento contro la residenza ufficiale dell'ammiraglio Suzuki Kantarō, il Ciambellano del Giappone che la sera precedente aveva partecipato insieme a Saitō al ricevimento all'ambasciata americana. L'ammiraglio non fu colto completamente di sorpresa, ma, svegliato da una cameriera, cercò prima di prendere la sua spada, quindi uscì fuori dalla camera da letto e affrontò apertamente i ribelli che apparvero incerti e impressionati dalla risolutezza e dal coraggio di Suzuki.

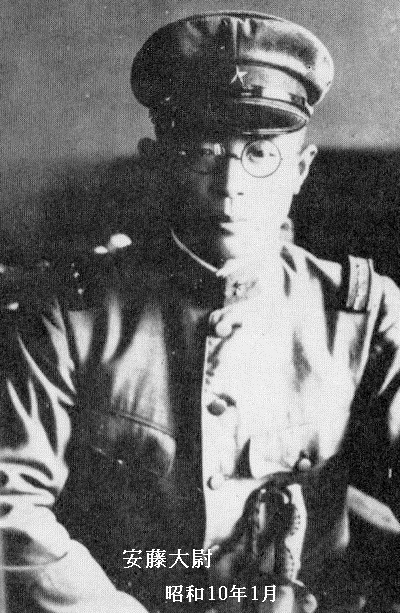
Il capitano Teruzō Andō

Dopo alcuni momenti drammatici, alcuni militari estremamente nervosi aprirono il fuoco con le pistole contro Suzuki che sembrava deciso ad accettare risolutamente la morte, e lo colpirono gravemente alla testa, all'inguine, alla spalla e al torace. L'ammiraglio cadde a terra e subito un sottufficiale puntò la pistola alla gola del ferito pronto al Todome; mentre la moglie disperata invocava la clemenza, comparve nella stanza il capitano Andō che non seppe decidersi ad ordinare il colpo di grazia. Alcuni anni prima il capitano aveva avuto un brusco colloquio con Suzuki al quale aveva presentato un programma di riforme e in questa occasione l'ammiraglio aveva favorevolmente impressionato l'ufficiale per la sua fermezza e decisione; il capitano Andō quindi rinunciò ad infierire ulteriormente dopo aver ordinato ai suoi uomini di salutare militarmente e presentare le armi prima di abbandonare la casa lasciando Suzuki a terra gravemente ferito.
L'ufficiale cercò di spiegare alla moglie le ragioni della sanguinosa violenza verso il marito; egli manifestò rincrescimento ed escluse motivi di odio personale per Suzuki affermando che i ribelli «erano stati costretti ad agire in questo modo» a causa dei differenti punti di vista sulla "riforma nel Giappone". Il capitano Andō e i suoi uomini lasciarono l'abitazione dell'ammiraglio e si schierarono a nord del Ministero della guerra, convinti che egli sarebbe morto, invece Suzuki sopravvisse miracolosamente alle ferite riportate.

#### Assassinio del generale Watanabe

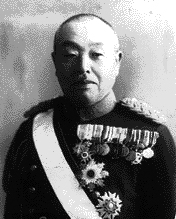
Il generale Jōtarō Watanabe

Dopo l'assalto all'abitazione di Saitō, 30 soldati al comando dei tenenti Tarō Takahashi e Yutaka Yasuda erano saliti a bordo di due autocarri e si erano diretti alla residenze dell'Ispettore generale dell'Educazione militare, il generale Jōtarō Watanabe, nel quartiere di Ogikubo nella periferia di Tokyo, dove arrivarono poco dopo le ore 07.00; nonostante che fossero trascorse oltre due ore dai primi attacchi dei ribelli, nessuno aveva fatto alcun tentativo per mettere in guardia il generale.

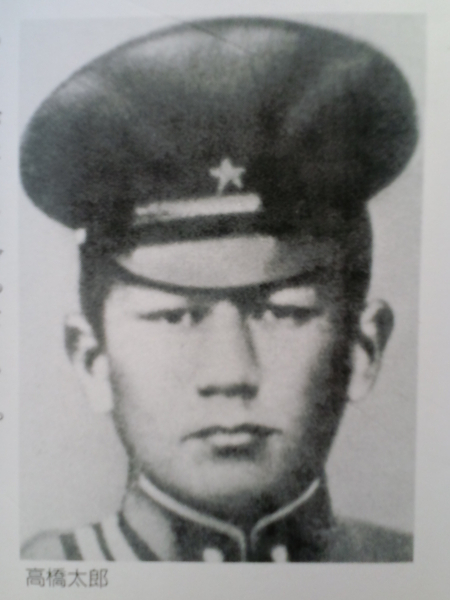
Il tenente Tarō Takahashi

Mentre i soldati insorti tentavano di fare irruzione nell'abitazione del generale, alcuni agenti della polizia militare che erano presenti aprirono il fuoco dall'interno della residenza e il tenente Yasuda e un altro militare rimasero feriti. I soldati riuscirono infine ad aprirsi la strada passando dall'entrata posteriore della casa, dove incontrarono la moglie del generale che era uscita fuori dalla camera da letto e che cercò, insieme a una cameriera, di fermarli.
I militari guidati dal tenente Takahashi misero bruscamente da parte le due donne, quindi riuscirono a trovare il generale Watanabe nella camera da letto che cercava di nascondersi sotto un futon. Il generale sparò con la sua pistola e uno dei soldati rispose al fuoco con una raffica di mitragliatrice; a questo punto il tenente Takahashi si spinse avanti con la spada in pugno e gli tagliò la testa con un colpo dell'arma bianca. La giovane figlia Kazuko, che si trovava nella camera da letto insieme al padre, aveva assistito alla terribile scena da dietro il riparo di un tavolo.
I soldati ribelli del tenente Takahashi ripartirono rapidamente a bordo dei due autocarri insieme ai due feriti che lasciarono in un vicino ospedale; quindi proseguirono e si schierarono in posizione di copertura nell'area settentrionale di Nagatachō.

#### Occupazione del quartier generale della Polizia metropolitana di Tokyo

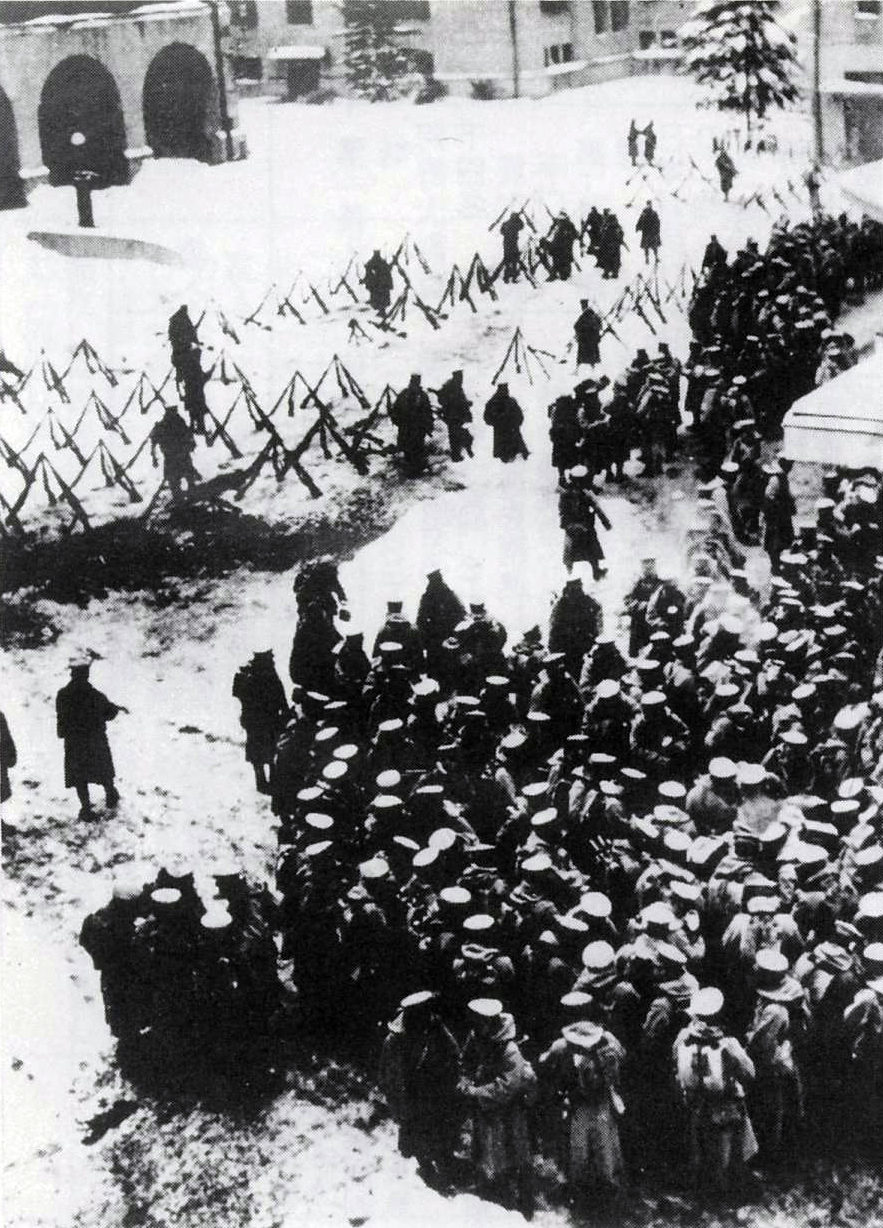
Truppe ribelli all'interno del quartier generale della Polizia metropolitana di Tokyo

Il capitano Shirō Nonaka marciò con la colonna numericamente più forte, circa 500 uomini del 3º Reggimento di fanteria della prima Divisione, quasi un terzo di tutti i militari coinvolti nell'insurrezione, contro il quartier generale della Polizia metropolitana di Tokyo che si trovava a sud del Palazzo imperiale. Il capitano e le sue truppe intendevano impadronirsi dell'importante equipaggiamento per le telecomunicazioni presente nel quartier generale e impedire un intervento contro la ribellione da parte delle "forze d'intervento speciali della polizia" (特別警備隊?, Tokubetsu Keibi-tai). Al contrario delle previsioni, i ribelli non dovettero affrontare alcuna resistenza armata da parte del personale della polizia e occuparono subito l'edificio; è possibile che i dirigenti della polizia metropolitana in questa fase confusa iniziale, avessero preferito non intervenire direttamente e lasciare gestire la situazione all'Esercito imperiale. Secondo i piani originari, il capitano Nonaka con le numerose truppe a sua disposizione, dal quartier generale della polizia avrebbe dovuto dirigersi proprio sul Palazzo imperiale.
Dopo l'occupazione del centro di comando della polizia di Tokyo, il tenente Kinjirō Suzuki guidò un piccolo numero di soldati fino alla vicina residenza del Ministro degli interni Fumio Gotō che però non era presente nell'abitazione e quindi sfuggì all'attacco; sembra che questa incursione non facesse parte dei piani iniziali dei rivoltosi e che fosse frutto della decisione personale del tenente Suzuki.

## La reazione del Governo e il fallimento dell'insurrezione

### Opposizione della fazione di Corte e dell'Imperatore
Il Palazzo imperiale venne a conoscenza dell'insurrezione in corso grazie alla informazioni fornite alle ore 05.00 dal capitano Ichitarō Yamaguchi, un sostenitore degli ufficiali ribelli e ufficiale di servizio del 1º Reggimento di fanteria, al suo suocero, il generale Shigeru Honjō, il primo aiutante di campo dell'Imperatore e un membro a sua volta della Kōdō-ha. Il generale Honjō contattò subito i suoi subordinati e il capo della polizia militare prima di recarsi al Palazzo imperiale. Hirohito apprese del sollevamento alle ore 05.40 e si incontrò con il generale Honjō poco dopo le 06:00; egli disse al generale di reprimere rapidamente la ribellione, anche se non specificò quali mezzi impiegare per raggiungere questo risultato.

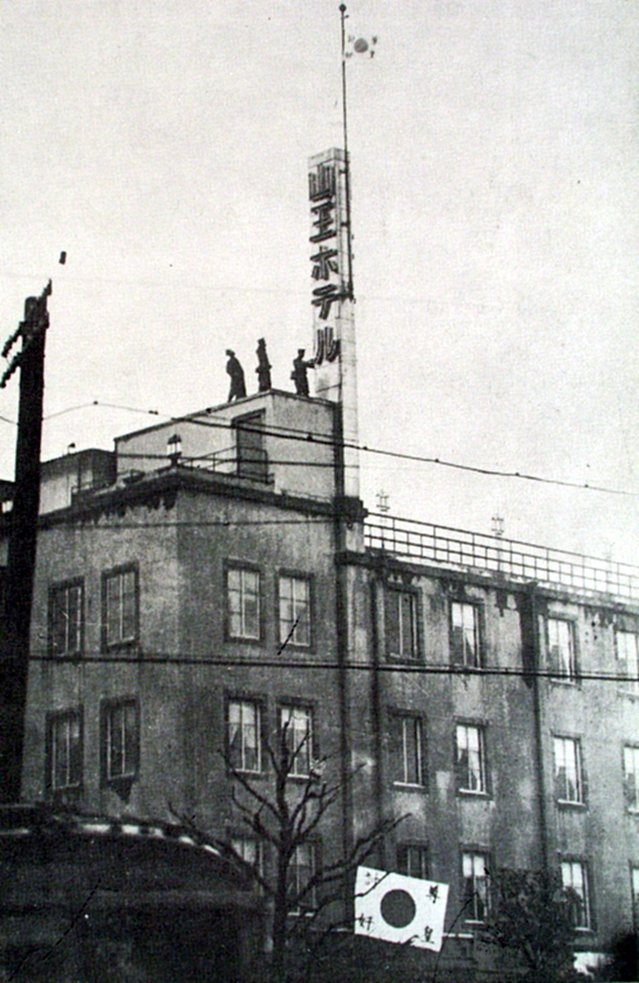
I ribelli espongono i loro striscioni sul Sanno Hotel, quartier generale dei giovani ufficiali.

Dopo la morte di Saitō e il ferimento di Suzuki, i principali consiglieri dell'Imperatore ancora i servizio erano il capo della segreteria del Lord del sigillo, Kōichi Kido, il Ministro della casa imperiale Kurahei Yuasa e il vice-ciambellano Tadataka Hirohata. Questi tre alti dignitari accorsero al Palazzo imperiale dopo aver appreso dell'insurrezione dal segretario dell'ammiraglio Suzuki e sostennero una posizione rigida consigliando l'Imperatore a richiedere il massimo impegno per schiacciare la ribellione; bisognava respingere lo spirito di rassegnazione che sembrava dominare nel governo che avrebbe potuto solo favorire il "successo delle forze ribelli". Fu dopo aver ascoltato questi avvertimenti dei suoi consiglieri che Hirohito irrigidì la sua posizione verso gli insorti.
Il generale Kawashima arrivò al Palazzo Imperiale alle ore 09.30 dopo il suo incontro con gli ufficiali ribelli al Ministero della guerra ed ebbe un colloquio con l'Imperatore al quale lesse ad alta voce il proclama degli insorti; il Ministro della guerra raccomandò a Hirohito di costituire un nuovo governo per "rinnovare la kokutai, stabilizzare la vita nazionale e completare la difesa della patria". L'Imperatore rifiutò e ordinò invece al generale Kawashima di schiacciare la rivolta; Hirohito apparve molto preoccupato, definì gli avvenimenti "deplorevoli" e affermò che riteneva che l'esercito rischiava di "infilare il collo in un cappio di seta". I componenti superstiti del governo Okada, all'oscuro del fatto che il Primo ministro era ancora vivo, cercarono di dimettersi nel pomeriggio, ma l'Imperatore disse che non lo avrebbe permesso fino a quando la rivolta non fosse stata sedata.

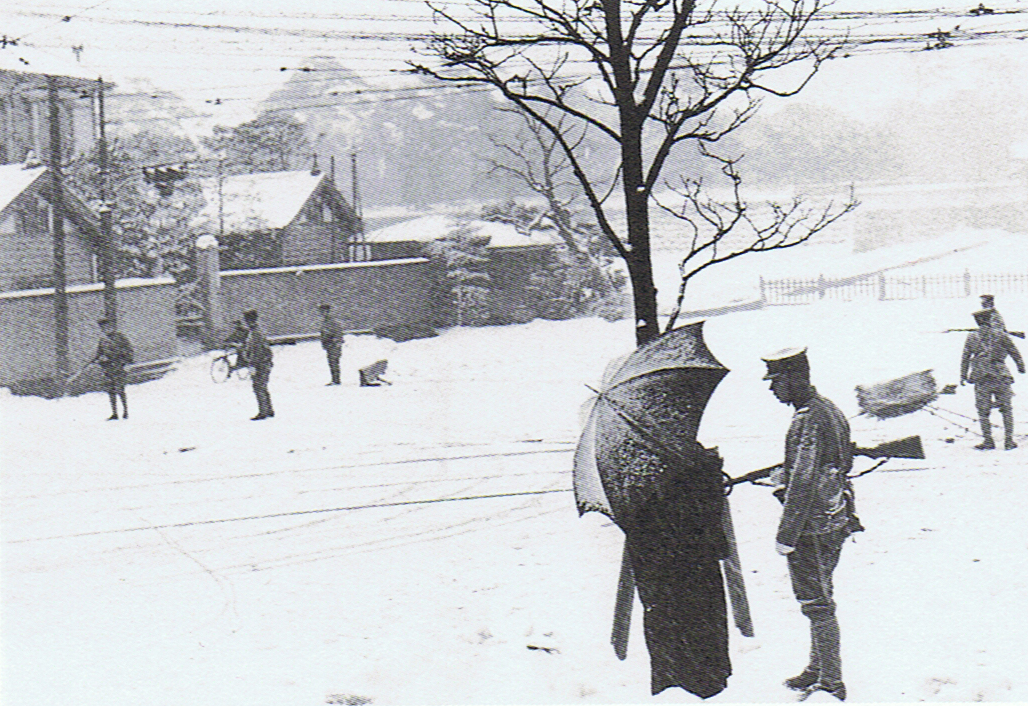
Soldati ribelli controllano alcuni civili nella zona del castello di Edo.

Nel frattempo la situazione sembrava stabilizzata dopo l'esplosione di violenza delle prime ore; a Tokyo si erano diffuse voci confuse sugli avvenimenti in corso; il Ministero degli esteri non fornì informazioni ai rappresentanti stranieri ma nelle strade del centro della capitale comparvero soldati e poliziotti; la popolazione inizialmente tuttavia non ebbe notizie e comprese che erano in corso eventi straordinari quando venne bloccato l'accesso al settore degli uffici del governo e al Palazzo imperiale.
Nel frattempo i giovani ufficiali ribelli controllavano l'area governativa centrale di Tokyo, compresa la Dieta e la zona intorno alla residenza del Primo ministro e al Ministero della guerra e avevano installato il loro quartier generale al Sanno Hotel dove con le tovaglie requisite all'albergo avevano confezionato lunghi striscioni che avevano esposto sull'Hotel e sulla residenza del Primo ministro con scritte propagandistiche come "Veneriamo l'imperatore" e "Esercito della Restaurazione". Inoltre i capi ribelli cercarono di diffondere il più possibile il loro proclama che era stato distribuito ai giornali e alle agenzie d'informazione; nonostante l'intervento della polizia per requisire i manifestini, le istanze e i proclami dei ribelli vennero a conoscenza della popolazione e anche degli stranieri presenti a Tokyo.
In questo modo i diplomatici poterono finalmente raccogliere informazioni e comunicare le prime notizie ai propri governi delle oscure e incomprensibili vicende in corso in Giappone; l'ambasciatore statunitense Grew telegrafò che "i militari si sono parzialmente impadroniti del governo...e pare abbiano ucciso parecchie personalità di primo piano", ma si affrettò ad aggiungere che era "impossibile finora avere alcuna conferma", mentre dall'ambasciata tedesca, che si trovava pericolosamente vicina al settore della ribellione, l'ambasciatore generale Eugen Ott incaricò il segretario dell'addetto militare di inviare a Berlino le prime notizie; costui era Richard Sorge che, essendo una spia dell'Unione Sovietica, inviò contemporaneamente copia del telegramma anche a Mosca.

### Il proclama del Ministero della guerra e il riconoscimentode factodella ribellione

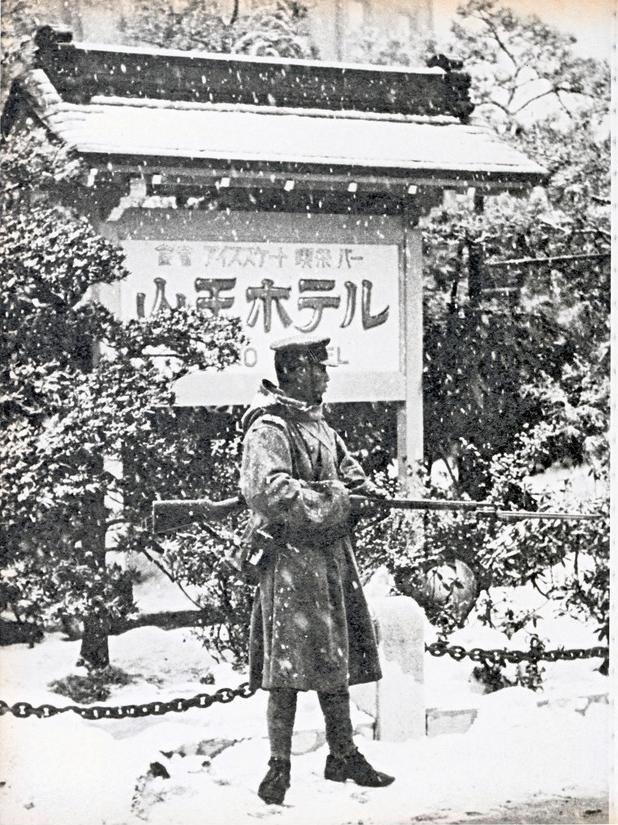
Militare ribelli di guardia al quartier generale del Sanno Hotel

Il Consiglio supremo militare si riunì in modo non ufficiale nel pomeriggio del 26 febbraio 1936 con la partecipazione anche dei generali Kashii, Yamashita, Kawashima e Hajime Sugiyama, il vice-capo di Stato maggiore dell'Esercito imperiale. Il Consiglio supremo militare in realtà era una istituzione prestigiosa dell'esercito ma aveva funzioni limitate in tempo di pace e si era trasformato gradualmente in una struttura in cui alcuni alti ufficiali ormai privi di potere, potevano essere inseriti senza tuttavia affidargli compiti di comando reali; per questo motivo facevano parte del Consiglio dal 1936 anche alcuni ufficiali superiori della fazione Kōdō-ha, inclusi i generali Araki e Mazaki.
I membri della fazione Kōdō-ha avevano la netta maggioranza all'interno del Consiglio supremo militare ma il potere reale di questa istituzione era contestato; il generale Sugiyama affermò che il consiglio non aveva alcuna reale autorità esecutiva, mentre al contrario il generale Araki sostenne che "i più anziani dell'esercito" avevano l'obbligo morale di risolvere la situazione venutasi a creare con la ribellione.
Nonostante l'ordine esplicito dell'Imperatore al generale Kawashima di sedare la rivolta, il generale Araki propose invece di preparare un messaggio per i ribelli. Questo documento, passato alla storia come il "Proclama del Ministero della guerra", venne diramato a nome del solo ministro Kawashima dato che la riunione del Consiglio militare supremo non era ufficiale, e divenne un elemento di forte controversia di tutta la vicenda del 26 febbraio. Secondo il generale Araki ed altri partecipanti alla riunione, esso avrebbe dovuto convincere i giovani ufficiali ad arrendersi, mentre secondo altri partecipanti invece si trattava di un reale sostegno all'insurrezione.
Il proclama del generale Kawashima si rivolgeva agli ufficiali ribelli e affermava:
1. Lo scopo delle vostre azioni è stato riferito a Sua Maestà.
2. Noi riconosciamo che le vostre intenzioni sono basate sul sincero desiderio di chiarire la "politica nazionale" (kokutai).
3. La situazione attuale della politica nazionale, incluso il suo deterioramento, è motivo di grande preoccupazione per noi.
4. Tutti i membri del Consiglio supremo di guerra sono concordi nel fare ogni sforzo per il raggiungimento dei suddetti scopi.
5. Tutto il resto è soggetto ai desideri dell'Imperatore[109][110][111].

Dopo l'approvazione del proclama, il generale Yamashita portò il documento agli ufficiali ribelli al Ministero della guerra; essi furono compiaciuti ma rimasero piuttosto confusi dalla vaghezza delle frasi contenute nel testo dei generali. Alcuni dei giovani ufficiali più tardi testimoniarono che il generale Yamashita avrebbe dichiarato che l'Imperatore aveva approvato il messaggio ma il generale negò di aver detto queste parole. Un altro elemento di controversia furono le parole esatte contenute nel proclama; sebbene il testo riportato sopra affermasse che le "motivazioni" dei ribelli era riconosciute, un'altra versione del documento venne distribuita dal generale Kashii, probabilmente su istruzioni del generale Kawashima, poco dopo le ore 15.30 alle unità militari a Tokyo. Questa versione riconosceva le "azioni" stesse violente dei ribelli piuttosto che soltanto le loro "motivazioni". Questa differenze sostanziale è stata attribuita ad una successiva manipolazione del testo originale da parte di membri della Kōdō-ha; i generali Araki e Yamashita ed altri ufficiali dichiararono che il generale Kashii avrebbe distribuito una versione precedente, non definitiva, del proclama.

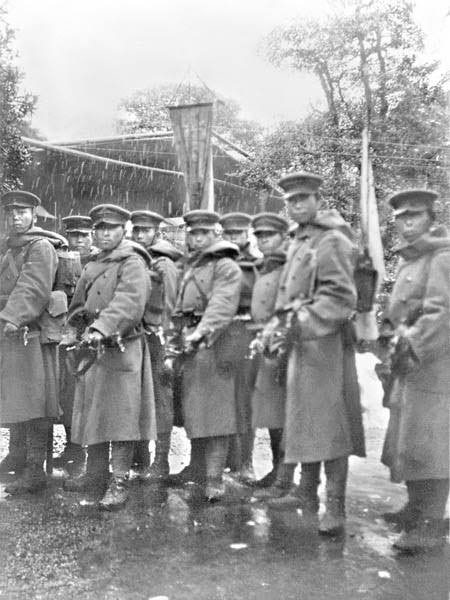
Truppe ribelli nel quartiere di Nagatachō

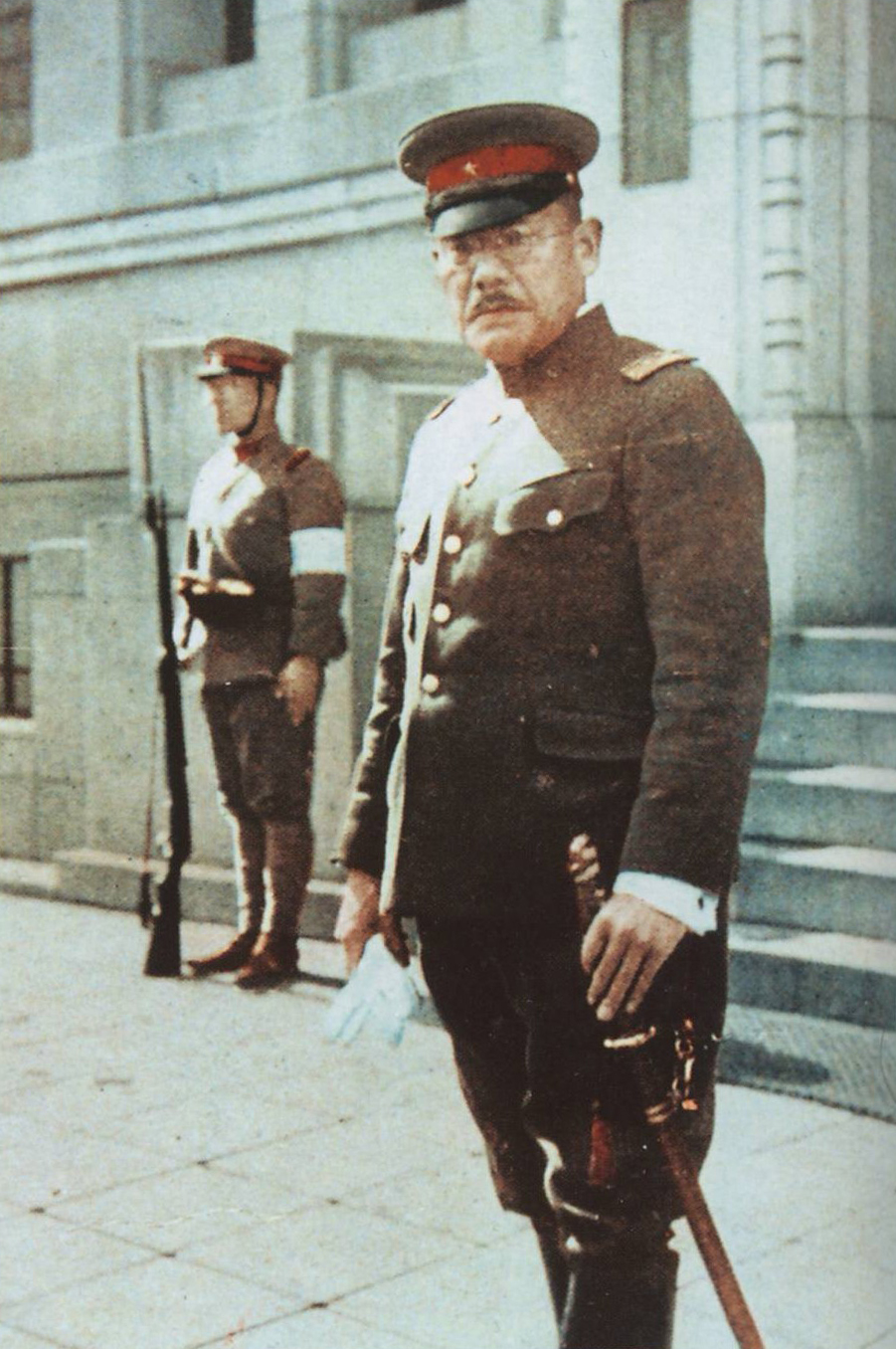
Il comandante della guarnigione di Tokyo, generale Kōhei Kashii

Due altri avvenimenti diedero agli ufficiali ribelli l'impressione che la loro insurrezione avrebbe potuto avere successo. Alle ore 15.00, poco prima che il Ministero della guerra diramasse il suo comunicato, il generale Kashii, agendo come comandante della guarnigione di Tokyo, dichiarò una condizione di "stato d'emergenza" (戦時警備?, senji keibi) nell'area operativa della Prima Divisione che comprendeva anche il settore occupato dalle truppe ribelli. Questa disposizione aveva l'effetto di porre i reparti ribelli nella catena di comando guidata dal 3º Reggimento di fanteria del tenente generale Takeo Hori che a sua volta li mise alle dipendenza del colonnello Satoshi Kofuji con l'incarico di mantenere la legge e l'ordine nell'area sotto il loro controllo. In questo modo, gli ufficiali ribelli, mantenendo l'occupazione delle posizioni raggiunte, non avrebbero più agito illegalmente. Come nel caso del primo proclama del Ministero della guerra, anche quest'ordine equivoco fu giustificato in seguito come un tentativo di convincere gli ufficiali ribelli a mettere fine alla loro azione militare; in realtà i giovani ufficiali furono invece incoraggiati da questi fatti e si convinsero di essere vicini alla vittoria.
Il secondo sviluppo positivo fu la dichiarazione della legge marziale. Il governo si era inizialmente opposto a questa misura, temendo che sarebbe stata sfruttata per imporre il predominio dei militari, come effettivamente i giovani ufficiali avevano sperato, ma i membri del gabinetto governativo superstiti alla fine non poterono rifiutarsi di approvare la misura; il generale Kawashima aveva sostenuto che essa era assolutamente necessaria per sopprimere l'insurrezione. Il Consiglio Privato diede il suo consenso, e l'editto fu firmato dall'Imperatore alle ore 01.20 del 27 febbraio 1936; il generale Kashii venne nominato comandante del quartier generale della Legge Marziale. Egli, nella sua prima disposizione esecutiva, diramata nella mattinata, ordinò alle truppe di ribelli di far rispettare la legge marziale nell'area di Kōjimachi (oggi Chiyoda), che era la zona della capitale che essi stavano già occupando.

### Contrasti tra i militari
Nonostante questi sviluppi apparentemente positivi, la situazione degli ufficiali ribelli era meno favorevole di come sembrasse; l'elemento più importante era che l'Imperatore e i suoi ufficiali di corte avevano assunto decisamente una posizione di duro contrasto all'insurrezione. Inoltre i ribelli dovevano affrontare anche una forte opposizione presente all'interno stesso delle forze armate, in particolare da parte dello Stato maggiore generale dell'Esercito imperiale e della Marina imperiale. Queste strutture di potere non avrebbero potuto approvare le radicali idee sociali comprese in una cosiddetta "Restaurazione Shōwa", né erano disposti ad accettare un governo dominato dalla fazione Kōdō-ha; altri ufficiali, come il generale Kanji Ishiwara, erano estremamente irritati per l'impiego, da parte dei ribelli, delle truppe regolari senza autorizzazione.

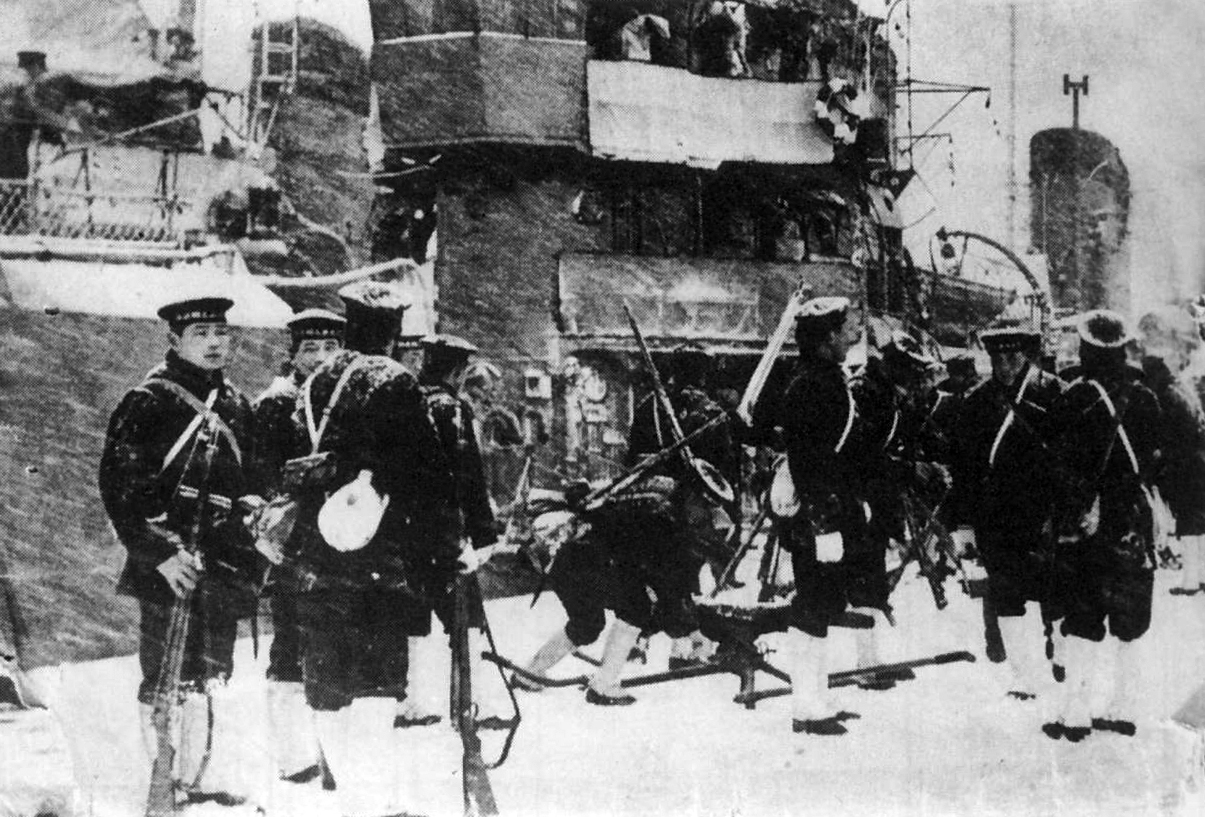
Fanteria di marina della Marina imperiale giapponese sbarcata a terra nella baia di Tokyo per contrastare la ribellione.

Lo Stato maggiore generale era in pratica diretto da un triumvirato formato dal capo di Stato maggiore, dal vice-capo di Stato maggiore e dall'Ispettore dell'Educazione militare. Dopo la tragica morte del generale Watanabe ed essendo il capo di Stato maggiore principe Kanin Kotohito malato, aveva assunto il pieno controllo il vice-capo di Stato maggiore, generale Sugiyama. Egli era un membro della fazione Tōsei-ha, ed era stato fin dall'inizio favorevole all'uso della forza per eliminare le forze ribelli che occupavano il centro della capitale. Il suo rifiuto ad acconsentire alla costituzione di un nuovo governo e presentare un fronte unito comprendente il Supremo consiglio militare e l'imperatore, fu uno dei fattori decisivi che portarono al fallimento finale della sommossa. Inizialmente tuttavia il generale Sugiyama era preoccupato per l'incertezza della situazione ed egli si limitò soltanto a richiamare a Tokyo una serie di reparti militari di rinforzo.
Lo stato maggiore della Marina imperiale condivideva la valutazione fortemente negativa dell'insurrezione, in parte anche perché tre suoi ammiragli, Okada, Saitō e Suzuki, erano stati direttamente attaccati dai ribelli. Per controllare la situazione quindi il 26 febbraio venne richiamata a Tokyo la Prima flotta e nel pomeriggio del 27 febbraio 1936 quaranta navi da guerra raggiunsero la baia della capitale; alcune formazioni di fanteria di marina furono inviate a presidiare e difendere le installazioni navali presenti in città.

### Negoziati
La sera del 26 febbraio 1936 l'insurrezione quindi era in fase di stallo. L'opposizione dell'Imperatore e del generale Sugiyama aveva impedito il raggiungimento dell'obiettivo principale dei ribelli: la formazione di un governo dominato dai militari e guidato dal generale Mazaki; anche se i rivoltosi avevano ottenuto un parziale riconoscimento ufficiale delle loro azioni, era ovvio che essi non avrebbero potuto prolungare indefinitamente l'occupazione militare del centro di Tokyo. La loro presenza armata nel settore amministrativo della città rimaneva il maggiore elemento di forza di contrattazione ma anche le personalità a loro favorevoli ritenevano ormai che era necessario porre termine all'occupazione militare.

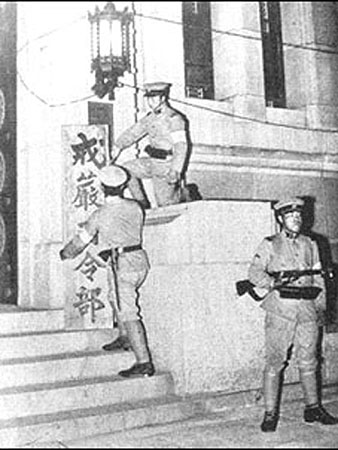
Il quartier generale dell'autorità della Legge marziale

Fu per questo motivo che i generali Araki e Mazaki e la maggior parte degli altri membri del Consiglio supremo militare nella notte del 26 febbraio 1936 si incontrarono al Ministero della guerra con il capitano Muranaka e il tenente Kurihara. In questa occasione essi si congratularono con gli ufficiali ribelli ma richiesero il loro ritorno alle rispettive unità e affidare la gestione della crisi al Consiglio militare. Questi contatti furono seguiti nella notte successiva da negoziati all'Imperial Hotel di Tokyo tra il generale Ishiwara e il tenente colonnello Sakichi Mitsui, che era un sostenitore dell'insurrezione; essi raggiunsero un compromesso: sarebbe stato costituito un nuovo governo guidato dall'ammiraglio Eisuke Yamamoto, mentre i ribelli avrebbero fatto ritorno ai loro reparti. Questo accordo di compromesso venne respinto sia dal generale Sugiyama che sottolineò che l'Imperatore non avrebbe approvato un nuovo governo, sia dagli stessi ufficiali ribelli, che avrebbero accettato solo un governo guidato dal generale Mazaki.
Finalmente un accordo sembrò essere stato raggiunto quando gli ufficiali ribelli chiesero di vedere il generale Mazaki il 27 febbraio. Egli, accompagnato da due altri membri del Consiglio supremo militare, Nobuyuki Abe e Yoshikazu Nishi, arrivò al Ministero della guerra alle ore 16.00 e incontrò tutti gli ufficiali ribelli, tranne il capitano Andō e il tenente Kurihara, che erano impegnati a controllare le truppe sul terreno, e il capitano Kōno, che era ancora in ospedale. I ribelli dissero al generale Mazaki che essi avevano piena fiducia in lui; il generale li ringraziò ma spiegò che egli non avrebbe potuto fare nulla fino a quando essi non fossero ritornati alle loro rispettive unità. Egli aggiunse anche che li avrebbe contrastati se avessero rifiutato di seguire i desideri dell'Imperatore. Gli ufficiali ribelli a questo punto affermarono che se essi avessero ricevuto un ordine formale di rientrare nelle caserme, naturalmente avrebbero obbedito. Dopo questo colloquio sia il generale Mazaki che i ribelli apparentemente furono soddisfatti; il generale credeva che gli ufficiali sediziosi avrebbero ceduto senza ulteriore violenza, mentre i giovani ufficiali sembrarono convinti che un governo guidato da Mazaki sarebbe stato costituito poco dopo che essi avessero abbandonato l'area occupata. Il generale Kashii diramò l'ordine alle truppe di rimanere per la notte negli edifici occupati e riferì all'Imperatore che la situazione si sarebbe risolta nella mattinata del 28 febbraio.

### L'ordine dell'Imperatore
In realtà, senza che i generali Kashii e Mazaki e gli ufficiali ribelli ne fossero a conoscenza, il generale Sugiyama aveva già chiesto alle ore 08.20 all'Imperatore di diramare un decreto imperiale con l'autorizzazione all'impiego della forza contro le truppe insorte. Questo ordine esecutivo venne immediatamente preparato e consegnato al generale Sugiyama per essere diramato a sua discrezione. La disposizione era indirizzata al generale Kashii, e ordinava di sloggiare rapidamente "gli ufficiali e i soldati che occupano l'area Miyakezaka".

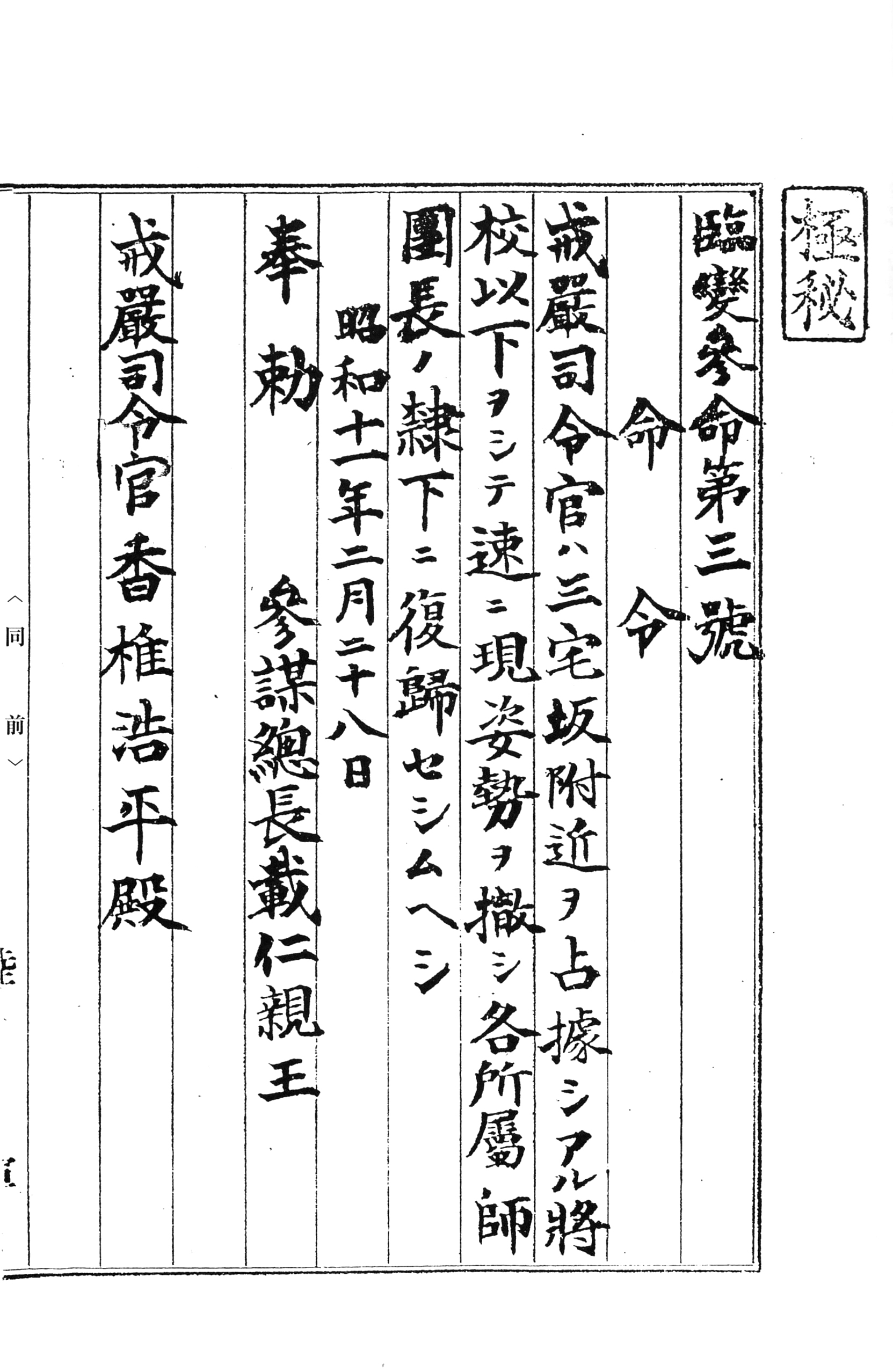
Ordine, a nome del principe Kanin Kotohito, di trasmissione del decreto dell'Imperatore al generale Kashii

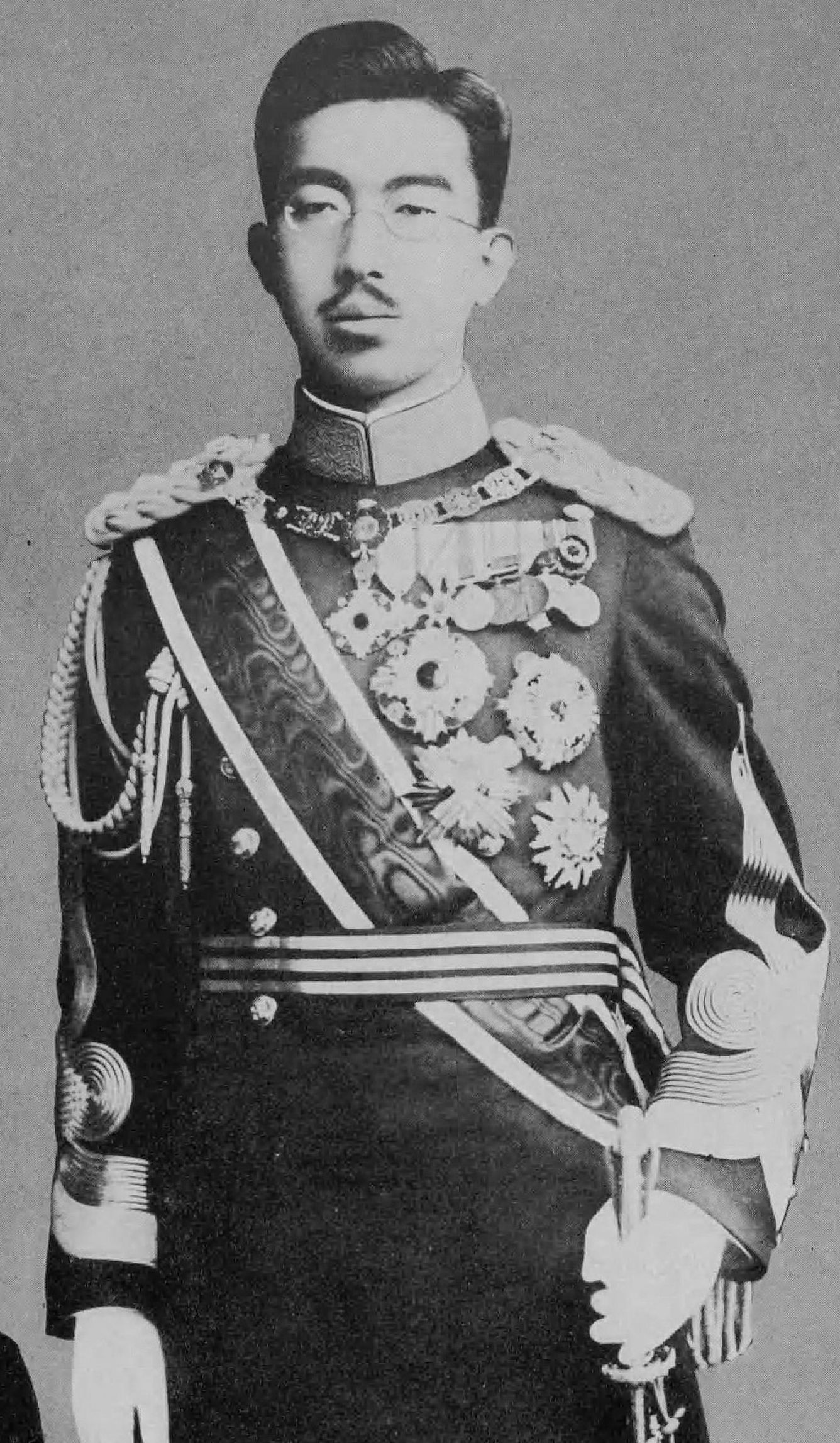
L'Imperatore Hirohito

L'Imperatore, alla fine del giorno 27 febbraio, era ormai sempre più impaziente per il fallimento dei militari nel sedare l'insurrezione come egli aveva ordinato il giorno precedente; egli consultò il generale Honjō per tutto il giorno chiedendo notizie per sapere se i ribelli erano stati schiacciati. Il generale Honjō si espresse in termini favorevoli riguardo alle motivazioni dei giovani ufficiali ma l'imperatore lo accusò di "cercare di stringermi una corda di seta intorno al collo"; Hirohito divenne così irritato che per un momento espresse la volontà di assumere personalmente il comando della Guardia imperiale e ordinargli di attaccare i ribelli.
Lo Stato maggiore generale e il quartier generale della Legge marziale decisero alle ore 05.00 del 28 febbraio 1936 di diramare l'ordine dell'Imperatore e da questo momento nei documenti ufficiali, che avevano in precedenza utilizzato il termine "insurrezione", la parola scelta dagli ufficiali sollevatesi, per definire gli eventi in corso dal 26 febbraio, iniziò ad essere impiegata l'espressione "ribellione" (叛乱?, hanran).
Alle ore 08.00 il comandante superiore nominale degli ufficiali ribelli, il maggiore Kofuji, ricevette la disposizione di informare gli insorti dell'ordine dell'Imperatore e comandare il ritorno delle truppe alle loro unità. Sembra che i capitani Muranaka e Kōda avessero già avuto notizia del decreto dal tenente Nakahashi; essi credettero all'inizio che si trattasse di un errore e decisero di incontrare il maggiore Kofuji che tuttavia gli disse di recarsi al quartier generale della Prima Divisione per chiarire la situazione. Al posto di comando della divisione, i giovani ufficiali incontrarono il generale Hori, che non disse la verità e affermò che nessun ordine imperiale era stato diramato.
Nel frattempo una riunione dei principali comandanti dell'esercito, inclusi i generali Kawashima, Kashii e Sugiyama, era in corso dal primo mattino senza la presenza dei generali Araki e Mazaki che, pur avendo richiesto di partecipare, erano stati esclusi, dato che il Supremo consiglio militare non aveva alcuna autorità formale. I generali Kawashima e Kashii tentarono di convincere il gruppo ad evitare la violenza, ma quando le ore 10.00 trascorsero senza alcun segno di cedimento da parte degli ufficiali ribelli, essi alla fine approvarono l'uso della forza. Alle ore 10.40 tuttavia gli alti ufficiali Hori e Kofuji si incontrarono con il generale Kashii e i tre furono concordi nel ritenere che era ancora troppo presto per promulgare l'ordine dell'Imperatore. Alcune fonti ritengono che un altro fattore che consigliò di ritardare la prova di forza fu la mancanza di preparazione dei reparti governativi; l'azione venne quindi ulteriormente rinviata.
Il generale Yamashita arrivò al Ministero della guerra alle ore 12.00 e disse agli ufficiali ribelli che la diffusione dell'ordine dell'Imperatore era solo questione di tempo e che essi avrebbero dovuto "sopportarne la responsabilità". Hori giunse alle ore 12.30 e confermò le parole del generale Yamashita. Poco dopo il tenente Kurihara, parlando a nome di tutti gli ufficiali ribelli, richiese che il messaggio dell'Imperatore fosse diramato; egli affermò che gli ufficiali si sarebbero suicidati mentre i sottufficiali avrebbero riportato i soldati alle loro caserme. Il generale Yamashita si recò immediatamente, insieme al generale Kawashima, al Palazzo imperiale e informò Honjō della richiesta dei ribelli; questi a sua volta la sottopose all'Imperatore proponendo il suo accoglimento, ma Hirohito si rifiutò di dare la sua autorizzazione.
Non tutti i ribelli erano intenzionati a suicidarsi; il capitano Andō fu sconvolto dalla proposta e affermò che "i generali ci vogliono usare come piedistallo e pretendono che ci eliminiamo da soli". Il suo rifiuto di aderire alla proposta e l'opposizione dell'Imperatore, portò ad un cambiamento dei propositi degli ufficiali ribelli, che alle 13.30 decisero di rimanere e combattere. Kofuji apprese queste notizie alle ore 14.00 nel momento in cui egli finalmente tentò di radunare gli ufficiali per leggere l'ordine dell'Imperatore e ordinare il ritorno delle unità insorte ai rispettivi reparti; essi rifiutarono esplicitamente di obbedire agli ordini che erano stati emessi in modo formale. Poco dopo, alle ore 16.00, il quartier generale della Legge marziale diede l'annuncio che sarebbe stata impiegata la forza e che le truppe ribelli avrebbero dovuto essere sloggiate dal comando di Kofuji. Alle 23.00 vennero diramati gli ordini per iniziare i preparativi per un attacco generale entro le ore 05.00 del 29 febbraio 1936.

### Le ultime ore
Al mattino del 29 febbraio le forze ribelli, costituite da circa 1 500 militari, erano ormai circondati da più di 20 000 soldati governativi lealisti con 22 carri armati; l'attacco generale venne pianificato per le ore 09.00 e entro le ore 05.30 tutti i civili furono evacuati dalle aree circostanti.

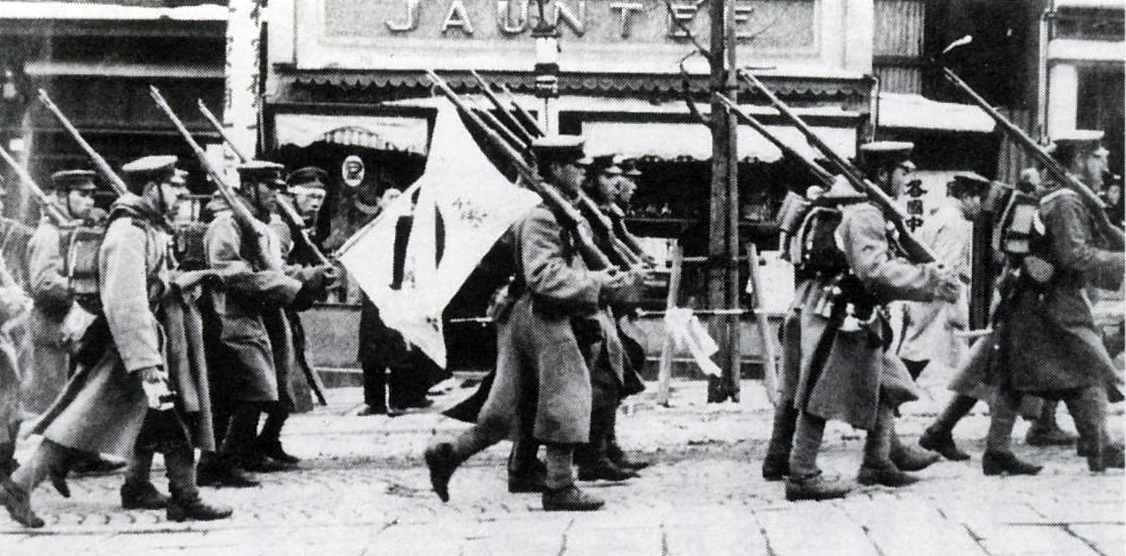
Le truppe ribelli abbandonano l'area occupata e ritornano alla caserme.

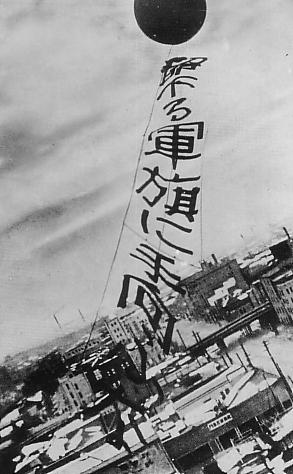
Il pallone aerostatico impiegato dai governativi per indurre alla resa i ribelli

Dalle ore 08.00 l'esercito iniziò una grande attività di propaganda rivolta alle truppe ribelli per spingerle a rinunciare e invitarle alla resa. Tre aerei lanciarono dall'aria manifestini e un gigantesco pallone aerostatico con uno striscione, in cui era scritto "L'ordine dell'Imperatore è stato diramato, non opponete resistenza alle forze dell'Esercito imperiale!", fu sospeso vicino all'area occupata dai rivoltosi; inoltre una serie di comunicati radiofonici fu diffuso dall'ente di radiodiffusione giapponese. I comunicati e i manifestini assicuravano ai soldati ribelli che non era ancora troppo tardi per ritornare alle loro unità e li informavano del contenuto dell'ordine dell'Imperatore. Più tardi il contenuto dei comunicati radiofonici avrebbe suscitato polemiche perché in essi si affermava che tutti i crimini commessi non sarebbero stati perseguiti. Queste iniziative propagandistiche e il progressivo esaurimento delle speranza di successo, ebbero effetti decisivi sul morale e la coesione delle truppe ribelli. Le prime diserzioni iniziarono poco dopo la mezzanotte ed, entro le ore 10.00, molti soldati abbandonarono gli ufficiali insorti.
A mezzogiorno del 29 febbraio 1936, tutti gli ufficiali ribelli, ormai consapevoli della fine delle loro speranze, autorizzarono le truppe a lasciare l'area occupata; solo il capitano Andō in un primo momento continuò la resistenza; infine alle ore 13.00 anche Andō ordinò ai suoi soldati di andarsene e tentò senza successo di suicidarsi sparandosi alla testa. Gli altri ufficiali si radunarono al Ministero della guerra, dove incontrarono i generali Yamashita e Ishiwara, che consigliarono il suicidio; i due alti ufficiali autorizzarono i capi ribelli a mantenere le armi personali e lasciare l'edificio. Il colonnello Nobutoki Ide, un componente dello Stato maggiore generale e il precedente comandante del capitano Nonaka arrivò al ministero e chiese che il suo vecchio subordinato uscisse fuori; poco dopo il capitano Nonaka si suicidò con un colpo di pistola. Il capitano Isobe dichiarò in seguito che Nonaka aveva deciso di suicidarsi per forzare anche gli altri giovani ufficiali a seguirlo nel gesto autodistruttivo. L'ultimo degli ufficiali ribelli a suicidarsi fu il capitano Kōno che era ancora in ospedale dopo il fallito attacco a Makino e che si uccise una settimana più tardi con un colpo di coltello. Gli altri ufficiali si arresero e furono arrestati dalla polizia militare alle ore 18.00 del 29 febbraio; essi furono subito privati del proprio grado.

## Conseguenze

### I processi
L'Imperatore firmò il 4 marzo 1936 un'ordinanza che istituiva una Corte Marziale Speciale (特設軍法会議?, tokusetsu gunpō kaigi) per processare le persone coinvolte nell'insurrezione. Tutti i 1 483 membri del cosiddetto "Esercito della Restaurazione" furono interrogati, ma alla fine solo 124 furono perseguiti: 19 ufficiali, 73 sottufficiali, 19 soldati e 10 civili. Di questi, tutti gli ufficiali, 43 sottufficiali, tre soldati e tutti i civili furono ritenuti colpevoli; i processi collegati con l'insurrezione si svolsero durante un periodo di 18 mesi.

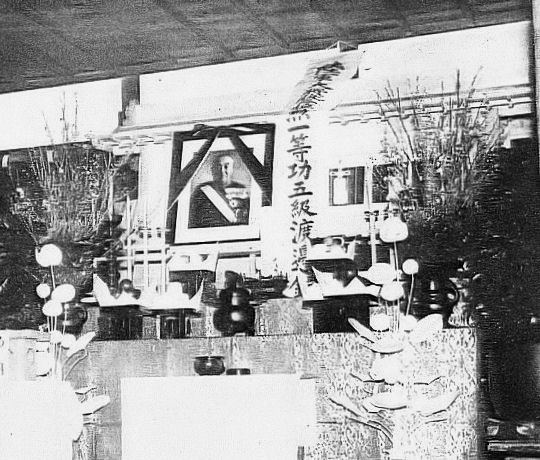
I funerali del generale Jotarō Watanabe

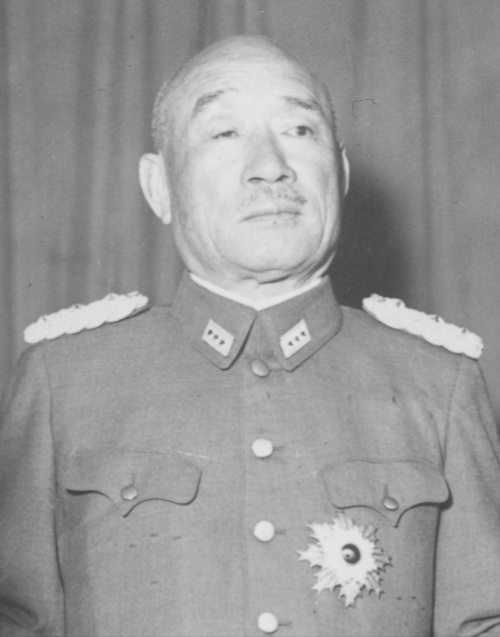
Il generale Hajime Sugiyama, principale capo della fazione Tōsei-ha contraria alla ribellione

Il processo principale contro i capi della ribellione, i 19 ufficiali sopravvissuti, Isobe, Muranaka e due civili, ebbe inizio il 28 aprile 1936 e si svolse in segreto, senza che i difensori avessero diretti legali di rappresentanza, potessero chiamare testimoni o presentare appello. I giudici non erano interessati alle spiegazioni sulle motivazioni e gli intenti degli accusati e concentrarono la loro attenzione durante gli interrogatori sui dettagli delle azioni compiute concretamente. I processi di conseguenza furono molto diversi dalla classica corte marziale a cui era stato sottoposto pochi mesi prima il tenente colonnello Aizawa. Accusati di ribellione (反乱罪?, hanran-zai), gli ufficiali insorti affermarono che le loro azioni erano state approvate dal Proclama del Ministero della guerra e dalla loro incorporazione formale all'interno delle forze assegnate all'esecuzione della Legge marziale; essi inoltre sostennero che non avevano mai ufficialmente ricevuto l'ordine dell'Imperatore. I verdetti furono discussi il 4 giugno e le sentenza furono emesse il 5 giugno: tutti gli accusati furono riconosciuti colpevoli e 17 furono condannati alla pena di morte.
Quattro altri processi furono celebrati contro le persone coinvolte direttamente negli attacchi: uno per i sottufficiali partecipanti agli attacchi contro Saitō, Watanabe e il quartier generale della polizia metropolitana; uno per i sottufficiali coinvolti negli assalti contro Okada, Takahashi, Suzuki e il Ministero della guerra; uno per i soldati di truppa che avevano preso parte a questi attacchi; infine uno per i sottufficiali e sei civili responsabili dell'attacco a Makino. Una serie di processi furono anche celebrati contro 37 uomini ritenuti indirettamente collegati con la ribellione. Ventiquattro furono riconosciuti colpevoli e condannati a pene variabili tra il carcere a vita ed una multa di 45 yen; i personaggi di maggior rilievo condannati furono Ichitarō Yamaguchi (ergastolo), Ryu Saitō (cinque anni di prigione) e Sakichi Mitsui (tre anni di prigione).

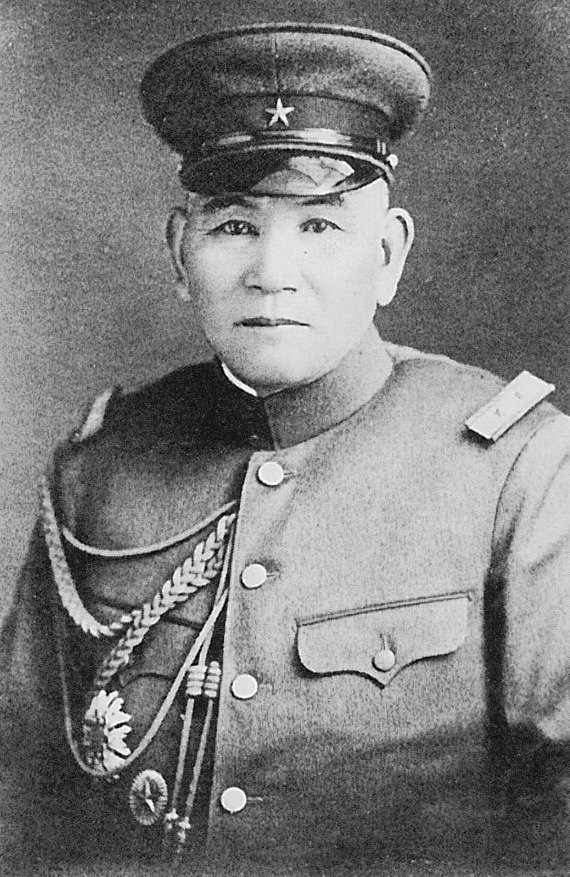
Il generale Jinzaburō Mazaki, sostenitore dei ribelli all'interno delle alte sfere militari, fu processato ma alla fine venne assolto

Vennero anche coinvolti Kita Ikki e Mitsugi Nishida che furono ritenuti ispiratori della ribellione e sottoposti ad un processo distinto; le loro azioni durante l'insurrezione erano state solo indirette, principalmente fornendo supporto e consigli per mezzo di un collegamento telefonico, e formalmente non rientravano nei reati perseguiti. Il giudice supremo, il maggior generale Isao Yoshida, segnalò al Ministro della guerra che l'accusa non era appropriata; tuttavia i generali della fazione Tōsei-ha che ormai predominavano all'interno dell'Esercito imperiale, avevano deciso che l'influenza dei due uomini doveva essere eliminata definitivamente; Yoshida in seguito scrisse ad un altro giudice affermando che, senza considerare la mancanza di prove, era stato deciso che i due dovevano morire. Essi furono quindi condannati a morte il 14 agosto 1937.
La sola figura militare significativa ad essere processata per il suo coinvolgimento nella ribellione, fu il generale Mazaki, accusato di collaborazione con gli ufficiali insorti. Sebbene la sua stessa testimonianza dimostrasse che egli era colpevole del reato di collaborazione, il generale venne ritenuto non colpevole il 25 settembre 1937; questa sentenza è stata attribuita all'influenza sulla corte di Fumimaro Konoe, che era divenuto Primo ministro in giugno.
Quindici ufficiali ribelli furono fucilati da un plotone d'esecuzione il 15 luglio 1937 nella prigione militare di Shibuya, mentre l'esecuzione di Muranaka e Isobe fu ritardata in modo che essi potessero testimoniare al processo contro Kita e Nishida. Il 14 agosto 1937 anche Muranaka, Isobe, Kita e Nishida furono fucilati da un plotone d'esecuzione a Shibuya.

### Cambio di governo

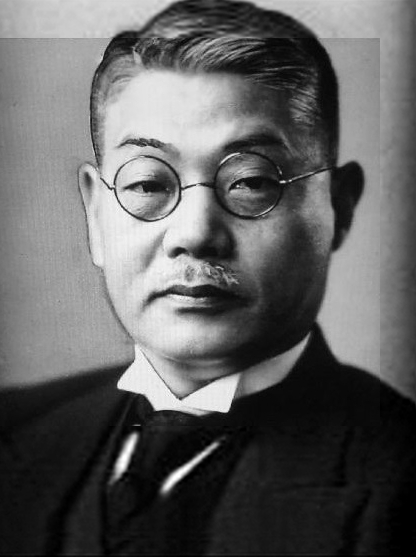
Il nuovo Ministro degli esteri Hachirō Arita

Nonostante il fallimento finale del colpo di Stato, l'Incidente del 26 febbraio ebbe importanti conseguenze politiche incrementando l'influenza dei militari sul governo civile del Giappone. Il governo Okada si dimise il 9 marzo 1936 e venne costituito un nuovo gabinetto guidato da Kōki Hirota, il Ministro degli esteri uscente. Questa transizione politica in realtà non avvenne senza difficoltà; dopo l'assegnazione del mandato a Hirota, iniziarono le manovre per la scelta dei principali ministri, e l'influente generale Hisaichi Terauchi, il nuovo Ministro della guerra e un importante membro della fazione Tōsei-ha, espresse apertamente la sua insoddisfazione per le decisioni del Primo ministro. Hirota cedette alle richieste del generale Terauchi e modificò le sue scelte, in particolare inserendo Hachirō Arita al posto di Shigeru Yoshida come Ministro degli esteri.
Questa interferenza con le decisioni del governo fu seguita dalla richiesta da parte dei militari che solo agli ufficiali in servizio attivo fosse consentito di prestare servizio come Ministro della guerra o Ministro della marina, mentre fino a quel momento avevano potuto svolgere questi incarichi anche ufficiali della riserva e in ritiro. Questa richiesta venne accolta da un formale ordine dell'Imperatore del 18 maggio 1936. Questo cambiamento ebbe profonde conseguenze sul sistema di governo giapponese, fornendo di fatto ai militari in servizio attivo un diritto di veto sulle politiche governative. Richiedendo le dimissioni di un ministro della guerra o della marina e rifiutando di nominare un nuovo ufficiale in sua sostituzione, i capi militari in servizio avrebbero potuto provocare a loro discrezione la caduta del governo stesso. Questo evento si verificò nel caso del governo Hirota meno di un anno più tardi quando il generale Terauchi si dimise a causa del rifiuto del Primo ministro di sciogliere la Dieta.

### Cambiamenti all'interno dell'Esercito imperiale
Tra gli alti ufficiali dell'Esercito imperiale, solo il generale Mazaki dovette affrontare un processo con l'accusa di condotta criminale, ma nel complesso l'intera fazione Kōdō-ha subì importanti conseguenze negative a seguito dell'Incidente del 26 febbraio. Sotto la direzione e con il sostegno del Ministro della guerra generale Terauchi, i cosiddetti "ufficiali riformatori dello stato maggiore" (革新幕僚?, kakushin bakuryō), in particolare Ishiwara ed Akira Mutō, iniziarono una vasta epurazione all'interno della gerarchia militare; nove dei dodici generali d'armata in servizio nell'aprile 1936 furono rimossi e messi a riposo, inclusi i membri Kōdō-ha Araki, Mazaki, Kawashima e Honjō.
Contemporaneamente molti altri ufficiali della fazione e i loro sostenitori furono destituiti o assegnati a posizioni di scarso rilievo lontano dalla capitale dove non avrebbero potuto più esercitare alcuna influenza politica; tra questi i generali Yamashita, Kashii, Kofuji, Hori, Hashimoto e Yanagawa. Anche se furono colpiti in parte dall'epurazione anche ufficiali estranei alla fazione Kōdō-ha, l'obiettivo principale dell'operazione era chiaramente l'eliminazione dell'influenza della Kōdō-ha all'interno dell'Esercito imperiale; di conseguenza quasi ogni ufficiale di alto grado che aveva in qualche modo supportato i ribelli fu colpito.
In pratica quindi il fallimento insurrezione del 26 febbraio segnò il declino irreversibile della fazione dei generali Araki e Mazaki ma non frenò affatto la spinta espansionistica e imperialistica dell'Impero giapponese e in particolare dell'Esercito imperiale. Al contrario i capi delle forze armate approfittarono della situazione per liberarsi dei rivali interni e rafforzare il loro potere politico; inoltre vennero accolte le loro richieste di incrementare in modo sostanziale i finanziamenti per le forze armate. Venne imposta una maggiore censura interna e un rigoroso controllo dell'attività politica dei cittadini. Gli scopi originali dei giovani ufficiali ribelli rimangono non del tutto chiari, ma in ogni caso l'Incidente del 26 febbraio rafforzò il militarismo nazionalista giapponese e costituì una tappa importante dello sviluppo storico che condurrà l'anno seguente alla seconda guerra sino-giapponese e alla successiva partecipazione del Giappone alla seconda guerra mondiale.
La ribellione del 26 febbraio ha fin dall'inizio sollevato polemiche e suscitato aspre controversie in Giappone, all'interno della dirigenza politico-militare, nel mondo culturale e tra i cittadini; sono sorte una serie di teorie cospiratorie che interpretano gli avvenimenti in modo eterodosso. Alcuni storici ritengono che l'ispiratore reale dell'insurrezione fosse il principe Chichibu, il fratello dell'Imperatore, nel tentativo di recuperare il trono dell'Impero; egli avrebbe manifestato una aperta simpatia per le idee dei riformatori e nei giorni della ribellione rientrò subito a Tokyo nonostante gli ordini contrari del suo fratello maggiore per essere vicino agli avvenimenti. Altri sostenitori delle teorie del complotto sono giunti fino ad ipotizzare che l'Imperatore stesso avrebbe simulato la ribellione per creare una situazione favorevole all'instaurazione di un regime autoritario con rafforzamento delle misure di polizia.

## Commemorazione e ricordo dell'incidente del 26 febbraio
Dopo i fatti del 26 febbraio 1936, i parenti, le vedove e i figli degli uomini fucilati, non furono autorizzati dal governo a commemorare i deceduti; il divieto rimase fino a dopo la fine della seconda guerra mondiale; essi formarono una società della memoria (Busshinkai) (佛心会?) e identificarono due luoghi a Tokyo per commemorare gli ufficiali coinvolti nella ribellione.
Nel 1952, poco dopo la fine dell'occupazione alleata del Giappone, i parenti eressero un monumento funebre denominato "Tomba dei ventidue Samurai" (二十二士之墓?, nijūni-shi no haka) a Kensōji, un tempio a Azabu-Jūban, dove le ceneri dei fucilati furono depositate. I "ventidue" erano i 19 uomini fucilati, i due (Nonaka and Kōno) che si suicidarono e il tenente colonnello Aizawa.. Nel 1965, i parenti eressero, nel luogo a Shibuya dove furono eseguite le fucilazioni, una statua di Kannon, la divinità buddhista della misericordia, dedicata alla memoria degli ufficiali ribelli e delle loro vittime.

## Influenza culturale
Gli eventi del 26 febbraio 1936 sono rimasti nel ricordo anche dopo la sconfitta nella seconda guerra mondiale e sono stati oggetto di alcune opere cinematografiche e soprattutto di importanti opere letterarie:
- nel 1954 uscì il film Hanran: Ni-ni-roku jiken del regista Yutaka Abe in cui vengono narrati i fatti della ribellione, mentre nel 1989 il regista Hideo Gosha girò il film Four Days of Snow and Blood (noto anche con il titolo: 2 26);
- tra le opere letterarie in cui sono narrati avvenimenti collegati all'insurrezione sono Gekiryu di Jun Takami e Kizoku no kaidan di Taijun Takeda;
- l'eclettico scrittore nazionalista Yukio Mishima, dedicò agli eventi del 26 febbraio una parte del romanzo breve La voce degli spiriti eroici[157] e il film del 1966 Patriottismo, tratto da un suo precedente racconto con lo stesso titolo. Mishima fu particolarmente impressionato dall'Incidente del 26 febbraio, in cui egli vide una manifestazione di patriottismo disinteressato da parte di giovani idealisti intrisi di uno spirito nazionalistico puro a cui lo scrittore si sentiva molto vicino.